# Histoire de Trieste
L'histoire de Trieste débute avec la formation d'une petite ville à l'époque pré-romaine, qui n'acquiert des connotations proprement urbaines qu'après la conquête et la colonisation par Rome au IIe siècle av. J.-C. Après la splendeur impériale, la ville décline à la suite des invasions barbares, devenant marginale au millénaire suivant. Elle subit diverses dominations avant de devenir une commune libre associée à la maison de Habsbourg en 1382. Entre les XVIIIe et XIXe siècles, Trieste connait une nouvelle prospérité grâce à son port franc et au développement d'un commerce florissant qui en fait l'une des métropoles les plus importantes de l'empire d'Autriche (à partir de 1867 empire d'Autriche-Hongrie). Ville cosmopolite, qui reste à l'époque des Habsbourg italophone , centre important de la culture italienne et d'Europe centrale, elle est incorporée au royaume d'Italie (1861-1946) en 1918 à la suite de la Première Guerre mondiale. Après la Seconde Guerre mondiale, elle est la capitale du territoire libre de Trieste, restant sous administration militaire alliée pendant neuf ans. En 1954, à la suite du protocole d'accord de Londres, le gouvernement italien prend le relais en zone A, administrant la ville sous une forme fiduciaire en attendant une définition définitive et la nomination du gouverneur par le Conseil de sécurité des Nations unies, permettant enfin de commencer une gestion autonome. Cette situation n'a pas encore été statuée, et jusqu'à il y a quelques années, le point de la nomination du gouverneur de la TTF était toujours présent à l'ordre du jour du Conseil de sécurité. Depuis 1963, elle est la capitale de la région autonome du Frioul-Vénétie Julienne.

## De la Préhistoire au Moyen Âge

### Époque pré-romaine et romaine

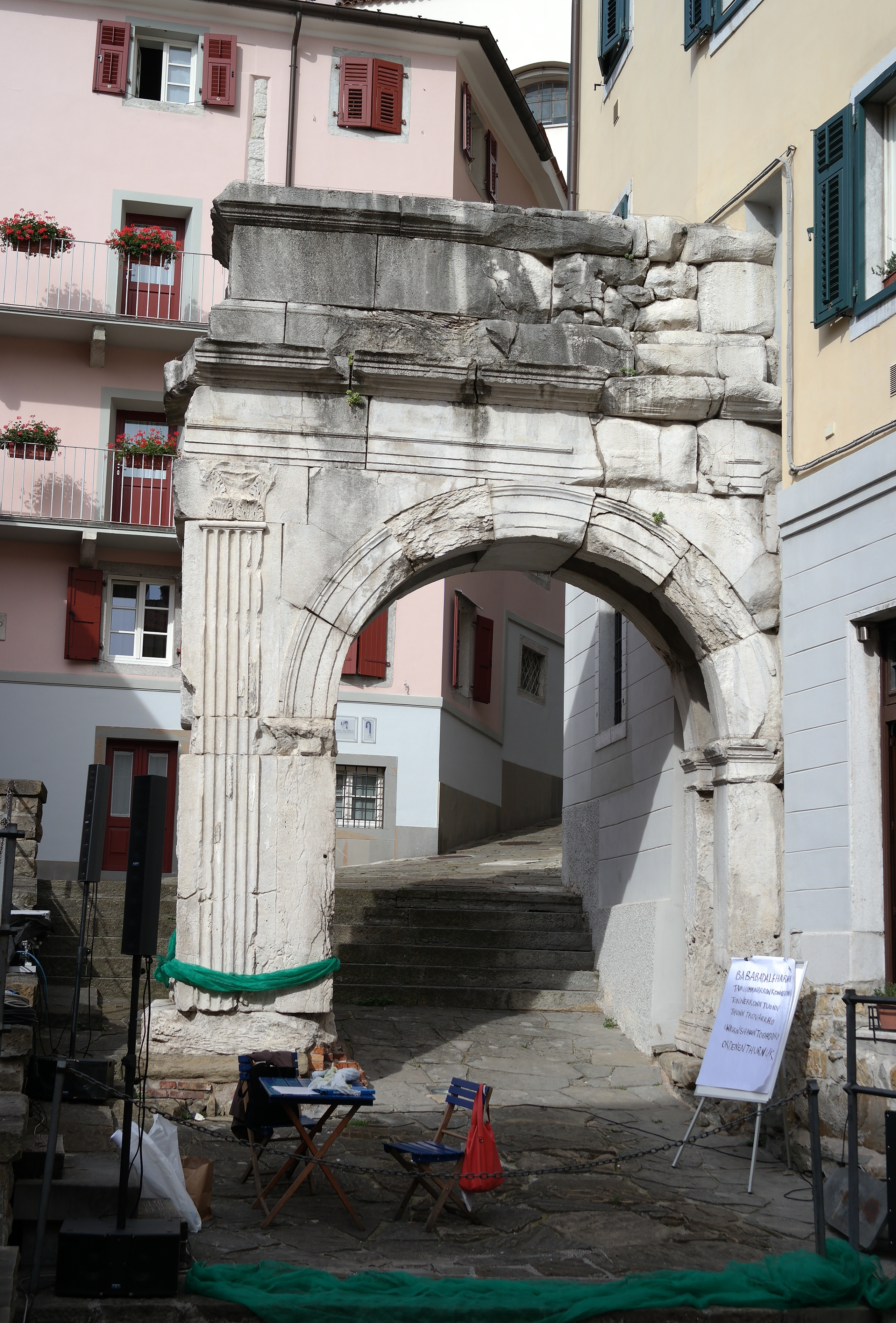
Arc romain dit de Riccardo.

Le territoire où se dresse actuellement la ville de Trieste et son arrière-pays du plateau du Karst est habité de façon permanente par l'homme au cours du Néolithique. À partir de la fin de l'âge du bronze, la culture des castellieri par les peuples pré-indo-européens commence à se développer dans la région. Après le Xe siècle av. J.-C., la présence sur le Karst des premiers noyaux indo-européens, les Histriens, est documentée, qui cependant, selon toute probabilité, ne sont pas les premiers habitants de la future Trieste, malgré la présence dans la région de certains castellieri. La fondation du premier noyau du Tergeste romain semblerait en effet attribuable aux Vénètes ou Paléovenètes, comme en témoignent les racines vénètes du nom (Terg et Este) et d'autres découvertes importantes. Strabon, pour sa part, fait remonter la fondation de Tergeste au peuple celtique des Carni.
À la suite de la conquête romaine au IIe siècle av. J.-C., la localité devient une municipalité de droit romain avec le nom de Tergeste, développant et acquérant une physionomie urbaine évidente déjà à l'époque d'Auguste.
Elle atteint son expansion maximale pendant le principat de Trajan, avec une population qui, selon Pietro Kandler, doit être d'environ 12 000 à 12 500 habitants (ce n'est que dans les années 1760 que la ville atteint de nouveau la démographie qu'elle avait à l'époque romaine).
Dans la partie inférieure de la colline de San Giusto vers la mer, il est encore possible aujourd'hui d'observer les vestiges de la ville romaine, malgré les nombreux bâtiments modernes qui couvrent partiellement la vue.

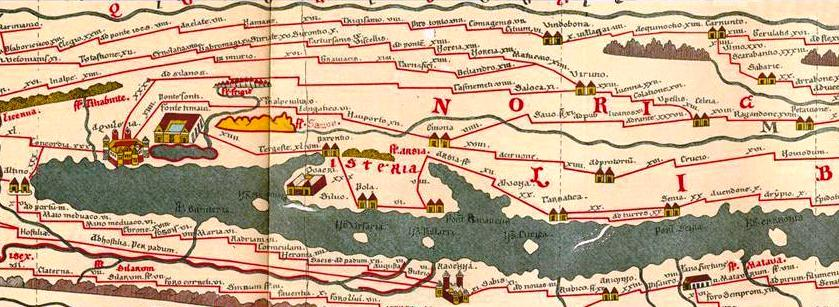
La ville de Tergeste figure clairement sur la Table de Peutinger, qui représente l'Empire romain à l'époque d'Auguste.

Deux édifices offrent un témoignage clair de l'importance de Trieste à l'époque romaine : le théâtre, datant de la fin du Ier siècle av. J.-C., agrandi sous Trajan, d'une capacité d'environ 6 000 spectateurs, et la basilique paléochrétienne, édifiée entre le IVe et le Ve siècle, qui renferme de superbes mosaïques, signe tangible de la richesse de l'église locale et de la ville de Tergeste jusqu'à la fin de l'époque impériale.
Sur la colline de San Giusto, quelques vestiges des temples de Jupiter et d'Athéna sont encore visibles. Certaines structures architecturales de ce dernier ont été conservées dans les fondations de la cathédrale, identifiables de l'extérieur grâce à des ouvertures spéciales dans les murs du campanile et dans le sous-sol (accès depuis le Musée Civique d'Histoire et d'Art de Trieste).
L'arc de Riccardo, une ancienne porte de la ville construite dans la seconde moitié du Ier siècle av. J.-C., est un autre monument romain qui est resté en bon état jusqu'à aujourd'hui. À Barcola, Grignano et d'autres localités de la côte, des vestiges de villas appartenant à l'aristocratie locale et construites pour la plupart aux Ier et IIe siècles, ont été retrouvés.
La liaison établie par l'empereur Flavius Vespasien entre Trieste et Pola est importante. L'itinéraire appelé « Via Flavia » existe toujours.
Trieste possède un port (dans la zone de Campo Marzio) et une série de ports modestes le long de la côte, sous le promontoire de San Vito, à Grignano, près de quelques villas patriciennes, à Santa Croce, etc. ). Les besoins en eau de la ville à l'époque sont satisfaits par deux aqueducs, celui de Bagnoli et celui de San Giovanni di Guardiella.

### Des invasions barbares à une commune libre
Après le déclin de l'Empire romain d'Occident, Trieste fait d'abord partie du patriciat d'Odoacre, puis de celui du roi Ostrogoth Théodoric le Grand. Pendant la guerre des Goths (535-553), elle est libérée par Justinien Ier, qui inaugure l'Italie byzantine. Quelques années plus tard, la ville est détruite par les Lombards (en 568, lors de leur invasion, ou, plus vraisemblablement, en 585,). Reconstruite dans les décennies suivantes, mais désormais fortement redimensionnée démographiquement, elle passe aux Francs en 788, dont la souveraineté est reconnue par les empereurs byzantins en 812. Au VIIIe siècle, le travail missionnaire des prêtres de l'archidiocèse de Salzbourg et du patriarcat d'Aquilée conduit à la christianisation des communautés slaves, jusque-là fidèles à la mythologie slave. Au début du IXe siècle, les Francs étendent leurs colonies aux zones dépeuplées d'Istrie, le nord du territoire de Trieste étant documenté comme Placito del Risano,,,.
En 948, Lothaire II (roi d'Italie) confie à l'évêque Jean III et à ses successeurs le gouvernement de la ville qui, à partir de ce moment jouit d'une certaine autonomie au sein du monde carolingien. Tout au long de l'âge épiscopal, la ville est obligée de se défendre contre les visées expansionnistes des puissants patriarches d'Aquilée, de Venise et, par la suite, celles des comtes de Gorizia. Le gouvernement épiscopal entre en crise vers le milieu du XIIIe siècle : les guerres et les querelles incessantes, notamment avec Venise, vident en effet les caisses de la ville, obligeant les évêques à se défaire de certaines prérogatives importantes liées à des droits vendus aux citoyens, dont le droit de juridiction, la perception des dîmes et l'émission des pièces de monnaie. Une administration civile se développe alors, dominée par les anciens, qui remplace peu à peu l'administration ecclésiastique. Ce processus culmine en 1295, lorsque l'évêque Brissa de Toppo renonce formellement à ses dernières prérogatives et cède le gouvernement de Trieste à la communauté de la ville, qui est constituée officiellement, en commune libre.

## Trieste et les Habsbourg: d'une commune libre à un port international

### Insertion dans l'orbite autrichienne

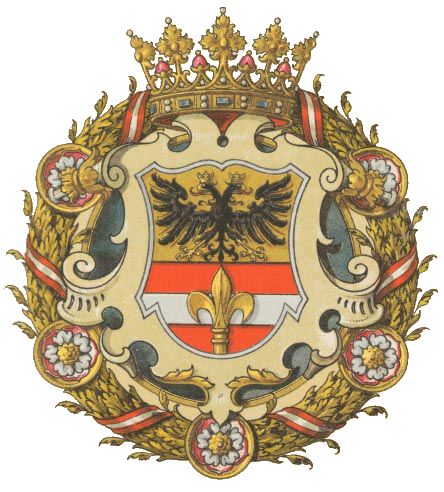
Armoiries de Trieste austro-hongroise.

Devenue une commune libre, Trieste doit faire face à de nouvelles pressions plus puissantes, tant militaires qu'économiques, de la république de Venise, qui aspire à assumer une position hégémonique dans la mer Adriatique. La disproportion en termes démographiques, financiers et militaires entre les deux villes laisse présager une future inclusion de Trieste dans l'orbite vénitienne avec la perte conséquente de son indépendance comme cela s'est déjà produit auparavant pour de nombreux centres d'Istrie et de Dalmatie. En 1382, une énième dispute avec la Sérénissime qui conduit, après un siège de 11 mois, à l'occupation vénitienne de la ville de novembre 1369 à juin 1380,, l'incite à se placer sous la protection autrichienne qui s'engage à respecter et à protéger son intégrité et ses libertés civiques (ces dernières seront largement réduites à partir de la seconde moitié du XVIIIe siècle). Cette protection durera jusqu'en 1918.

### Création du port franc et développement de la ville

#### Charles VI et Marie-Thérèse d'Autriche

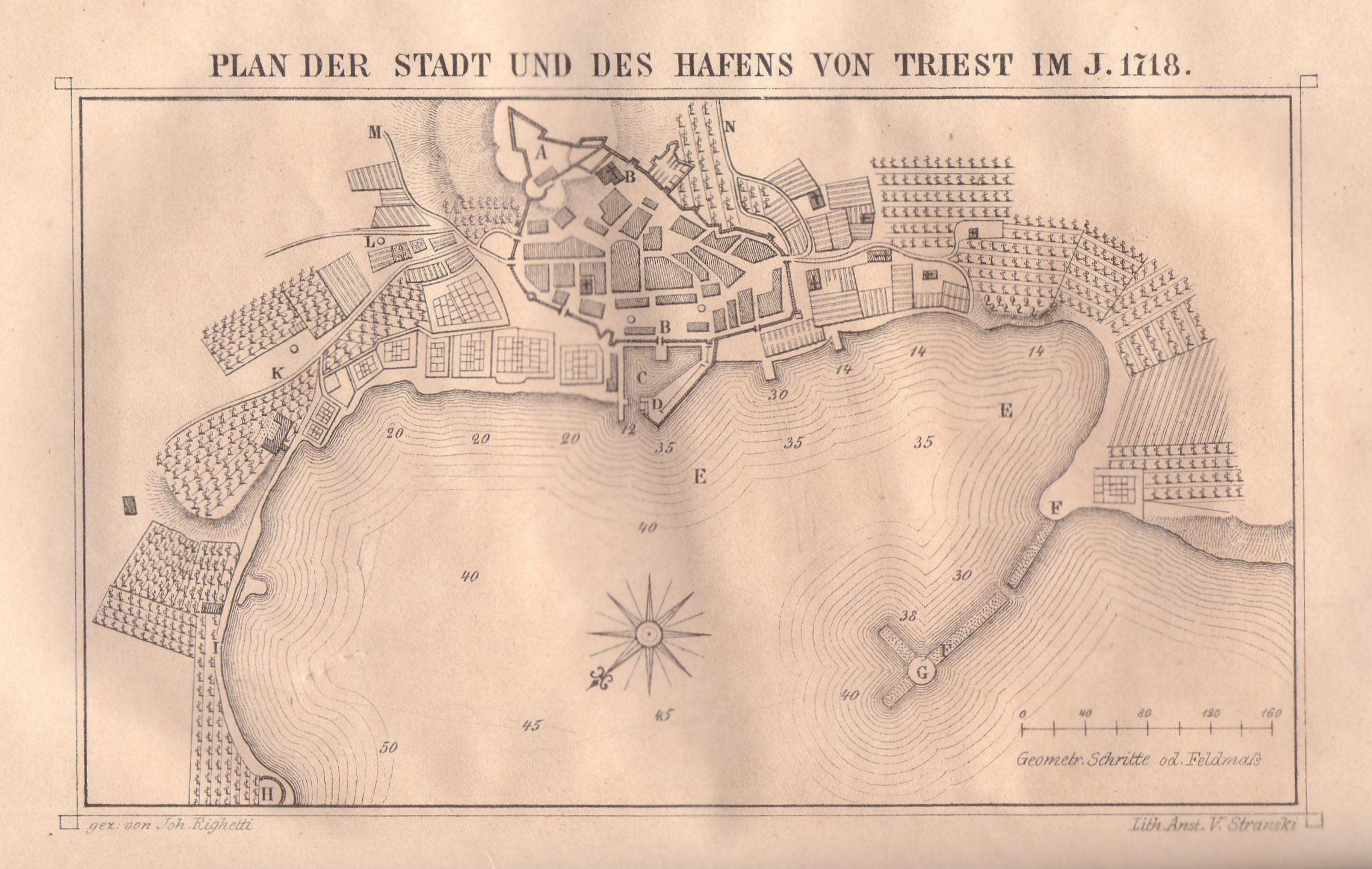
Trieste en 1718 avant l'établissement du port franc. Le Borgo Teresiano est encore composé de marais salants, tandis qu'autour de la Cittavecchia, il n'y a que des zones agricoles.

En 1719, Charles VI (empereur du Saint-Empire) crée un port franc à Trieste dont les privilèges sont étendus, d'abord au Distretto Camerale en 1747, puis à toute la ville en 1769. Après la mort de l'empereur en 1740, la jeune Marie-Thérèse d'Autriche (1717-1780) monte sur le trône et, grâce à une politique économique prudente, permet à la ville de devenir l'un des principaux ports européens et le plus grand de l'Empire. Sous Marie-Thérèse, le gouvernement autrichien investit des capitaux substantiels dans l'expansion et le renforcement du port. Entre 1758 et 1769, des travaux sont effectués pour défendre la jetée et un fort est érigé. La bourse (à l'intérieur de la mairie, vers 1755), le Palazzo della Luogotenenza (1764), ainsi qu'un grand magasin et le premier chantier naval de Trieste, connu sous le nom de squero di San Nicolò, sont construits dans les environs immédiats du port. Au cours de ces années, un quartier entier commence à être édifié, qui porte encore le nom de l'impératrice (Borgo Teresiano), pour accueillir une population qui augmente et qui, à la fin du siècle, atteindrait environ 30 000 habitants, six fois plus que la population présente cent ans plus tôt. Le développement démographique considérable de la ville est dû, en grande partie, à l'arrivée de nombreux immigrants venant pour la plupart du bassin adriatique (Istriens, Vénitiens, Dalmates, Frioulans, Slovènes) et, dans une moindre mesure, d'Europe continentale (Autrichiens, Hongrois) et des Balkans (Serbes, Grecs).

#### Invasions napoléoniennes
Trieste est occupée trois fois par les troupes de Napoléon Ier, en 1797, 1805 et 1809 ; dans ces courtes périodes, la ville perd définitivement son ancienne autonomie avec la suspension du statut de port franc. La première occupation française est de très courte durée, puisqu'elle commence en mars 1797 et se termine après seulement deux mois, en mai. Effrayée par l'arrivée imminente des troupes napoléoniennes, une partie de la population quitte la ville ; celle qui reste est prête à se soulever contre les soldats français. Le gouvernement napoléonien, cependant, n'est pas aussi révolutionnaire que les fugitifs s'y attendent : ils décident de regagner la ville quelques jours plus tard. Napoléon visite Trieste le 29 avril. En mai, les troupes françaises quittent la ville dans le cadre de l'accord de Leoben.
La seconde occupation française débute en décembre 1805 et se termine en mars 1806. Malgré la brièveté des deux premières occupations, les idées démocratiques apportées par les troupes napoléoniennes commencent à se répandre également à Trieste, où l'identité italienne se développe.
La troisième occupation débute le 17 mai 1809. À partir du 15 octobre, Trieste est incorporée aux provinces illyriennes, qui comprennent également la Carinthie, la Carniole, Gorizia, l'Istrie vénitienne, l'Istrie des Habsbourg, une partie de la Croatie et la Dalmatie. L'occupation prend fin le 8 novembre 1813, à la suite de la bataille de Leipzig.

#### Retour aux Habsbourg

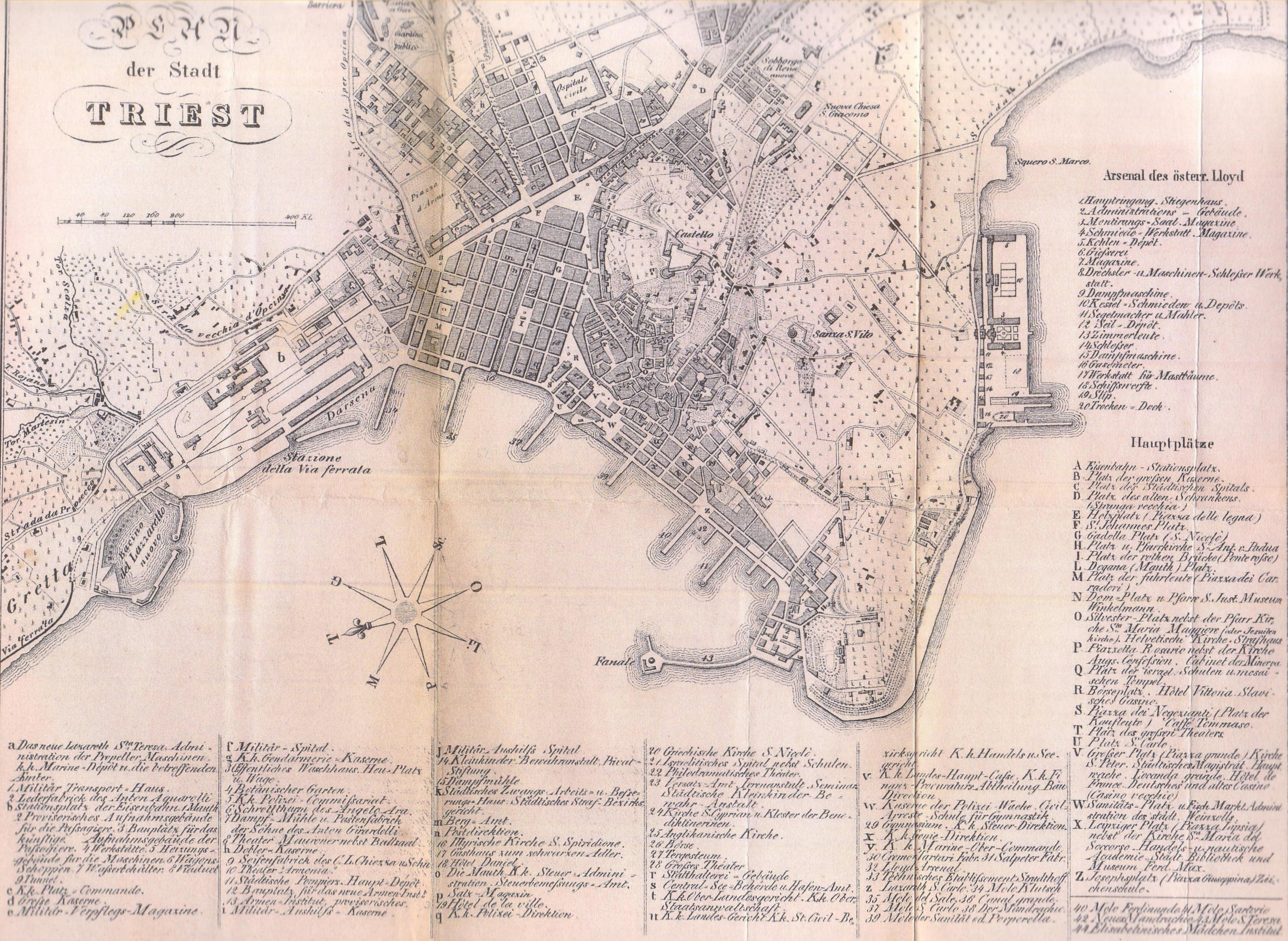
Plan de 1857 de Lloyd ReiseführerTrieste, 138 ans après la proclamation du port franc, au moment de l'arrivée du chemin de fer.

De retour aux Habsbourg en 1813, Trieste continue à se développer, notamment grâce à l'ouverture du chemin de fer vers Vienne (Autriche) en 1857. Dans les années 1860, elle est élevée au rang de capitale du land de la région du Littoral autrichien (Oesterreichisches Küstenland). Par la suite la ville devient, dans les dernières décennies du XIXe siècle, le quatrième ensemble urbain de l'Autriche-Hongrie (après Vienne, Budapest et Prague).
Le développement commercial et industriel de la ville dans la seconde moitié du XIXe siècle et dans les quinze premières années du siècle suivant, avec 30 000 salariés dans le secteur secondaire en 1910, entraîne la naissance et le développement de quelques poches d'exclusion sociale. À l'époque, Trieste a un taux de mortalité infantile élevé, supérieur à celui des villes italiennes et l'un des taux de tuberculose les plus élevés d'Europe. La fracture entre la campagne, peuplée surtout de Slovènes, et la ville, de langue et de traditions italiennes, se creuse également.

### Groupes ethniques et linguistiques à l'époque des Habsbourg
Au Moyen Âge et jusqu'au début du XIXe siècle, le dialecte de type rhéto-roman tergestino est parlé à Trieste. La seule langue écrite à caractère officiel et langue de culture, est plutôt, durant presque tout l'âge médiéval, le latin, auquel s'ajoute, au seuil de l'âge moderne (XIVe et XVe siècles), l'italien, parlé comme langue maternelle, par une petite minorité de Trieste[réf. nécessaire] et, par la suite (à partir de la seconde moitié du XVIIIe siècle), également l'allemand, qui reste cependant limité à une sphère purement administrative. Dans un rapport envoyé à l'impératrice Marie-Thérèse, le comte Nikolaus Graf von Hamilton, qui occupe le poste de président de l'intendance de la ville de 1749 à 1768, décrit l'utilisation des langues parlées par les habitants de Trieste comme suit : « Les habitants utilisent trois langues différentes : l’italien, le tergestino et le slovène. La langue particulière de Trieste, utilisée par les gens simples, n’est pas comprise par les Italiens ; de nombreux habitants de la ville et tous ceux de l’arrondissement parlent slovène. »

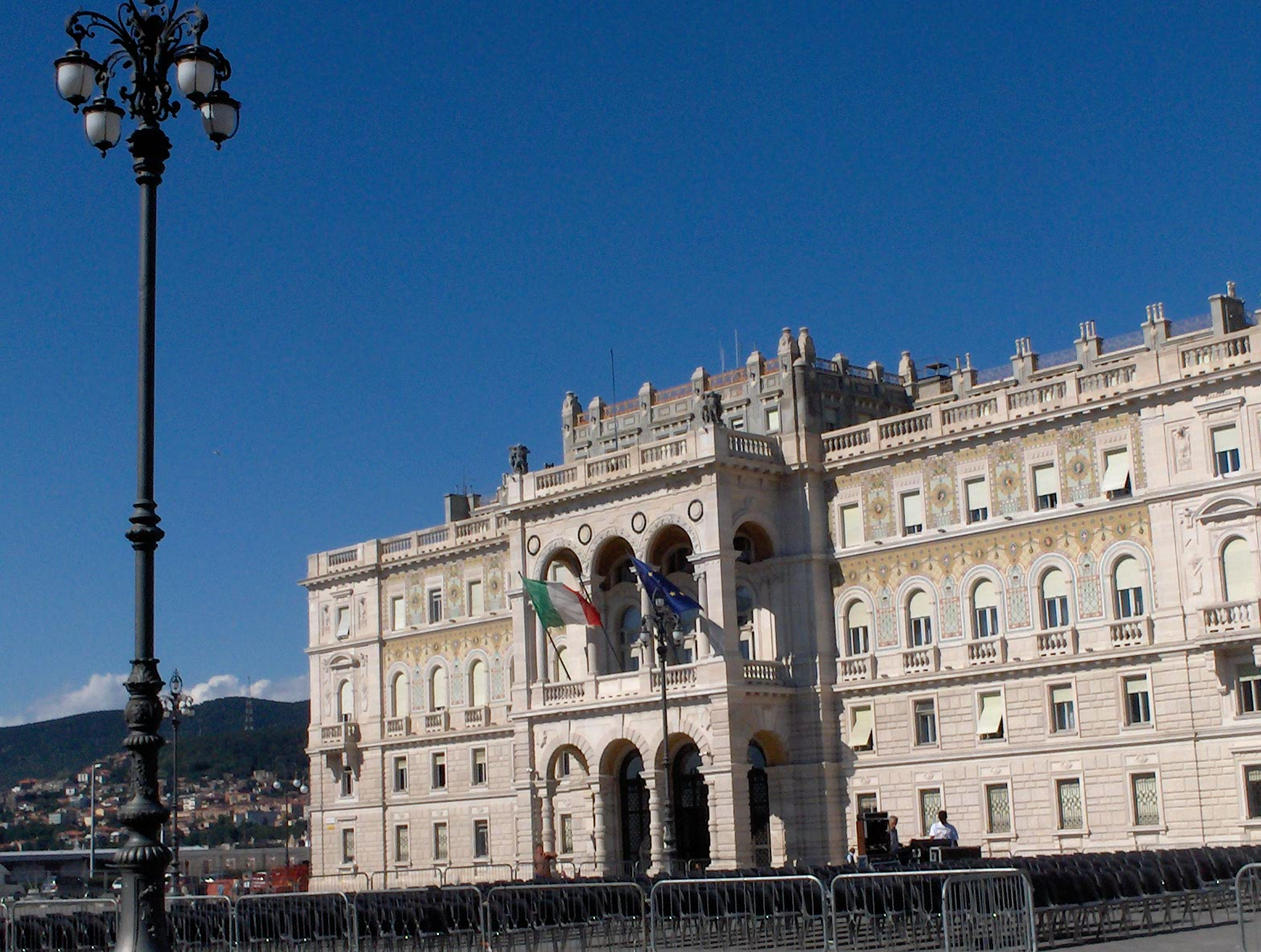
Bâtiment du gouvernement des Habsbourg, aujourd'hui siège de la préfecture.

Après l'établissement du port franc et le début du grand flux migratoire qui, commencé au XVIIIe siècle, s'intensifie encore au siècle suivant (avec une nette prédominance des Vénitiens, des Dalmates, des Istriens, des Frioulans et des Slovènes ), le tergestino perd progressivement du terrain en faveur de l'italien et du vénitien. Si le premier s'impose avant tout comme une langue écrite et culturelle, le second se propage entre les dernières décennies du XVIIIe siècle et le début du XIXe siècle comme une véritable langue véhiculaire. Parmi les minorités linguistiques, le slovène (présente dans le Karst de Trieste depuis l'époque médiévale) acquiert un poids considérable dans la ville dans la seconde moitié du XIXe siècle, utilisé à la veille de la Première Guerre mondiale par environ le quart de la population de la Commune.
Grâce à son statut privilégié de seul port commercial d'une certaine importance en Autriche, Trieste a toujours maintenu des liens culturels et linguistiques étroits avec l'Italie au cours des siècles. En effet, bien que la langue officielle de la bureaucratie soit l'allemand, l'italien, déjà langue de culture depuis la fin du Moyen Âge, s'impose dans la dernière période de souveraineté des Habsbourg, dans tous les contextes formels, y compris les affaires (à la fois à la Bourse et dans les transactions privées), l'éducation (en 1861, un lycée italien est ouvert par la municipalité qui rejoint celui austro-allemand préexistant), la communication écrite (la grande majorité des publications et des journaux sont écrits en italien), trouvant son propre espace même au sein du conseil municipal, la classe politique de Trieste étant majoritairement italophone. Il est souvent parlé, avec le vénitien et d'autres langues, même dans des contextes informels. Pietro Kandler rapporte, dans son Storia di Trieste (Histoire de Trieste), que : « A Trieste, la noblesse parle l’allemand, le peuple l’italien, le paysan le slovène. »
Selon le recensement autrichien contesté de 1910, sur les 229 510 habitants de la commune de Trieste (comprenant également des localités limitrophes du centre et du plateau), il y a, après révision, la répartition suivante sur la base de la langue utilisée :
- 118 959 (51,8 %) parlant italien
- 56 916 (24,8 %) parlant slovène
- 11 856 (5,2 %) parlant allemand
- 2 403 (1,0 %) parlant le serbo-croate
- 779 (0,3 %) parlant d'autres langues
- 38 597 (16,8 %) sont des citoyens étrangers à qui on n'a pas demandé la langue d'usage, dont :
  - 29 639 (12,9 %) sont des citoyens italiens
  - 3 773 (1,6 %) sont des citoyens hongrois.

Sur la population résidente totale faisant l'objet de l'enquête, pas moins de 98 872 habitants (43 %) ne sont pas nés dans la commune de Trieste, mais dans d'autres territoires placés sous souveraineté autrichienne (71 940 habitants, soit 31,3 %) ou à l'étranger (26 842 habitants, soit 11,7 %). Parmi ces derniers, la plupart sont nés dans le royaume d'Italie (les soi-disant regnicoli) tandis que, parmi les premiers, les colonies les plus nombreuses proviennent du comté de Gorizia et Gradisca (22 192 habitants enregistrés), d'Istrie (20 285 habitants recensés), de Carniole (11 423 habitants recensés) et de Dalmatie (5 110 habitants recensés).

### De 1861 à la Première Guerre mondiale

#### Contrastes nationaux
Les événements politiques et les luttes nationales de Trieste dans la période comprise entre 1861 et 1918 ont fait l'objet d'une très vaste série d'études par des historiens de différentes nationalités. Les interprétations et les visions historiographiques de cette période ne coïncident pas toujours et le débat reste ouvert, du moins pour une série d'aspects et de problèmes. Dans tous les cas, il semble indéniable que ce sont soixante années marquées par de fortes tensions,.
Ernesto Sestan met en évidence, à cette époque, la double action défensive menée par la population italophone, tant par rapport au centralisme bureaucratique viennois que par rapport à la diffusion du slavisme. Les deux phénomènes, en effet, notamment sous le ministère Taaffe (1879-1893) sont parfois concomitants : le gouvernement central considère les populations slaves comme plus fiables. À l'époque, le soi-disant austroslavisme est répandu, un courant politique à travers lequel les populations de langue slave se fixent la réalisation de leurs objectifs nationaux au sein du régime des Habsbourg et avec sa collaboration.

### Politiques gouvernementales envers Trieste

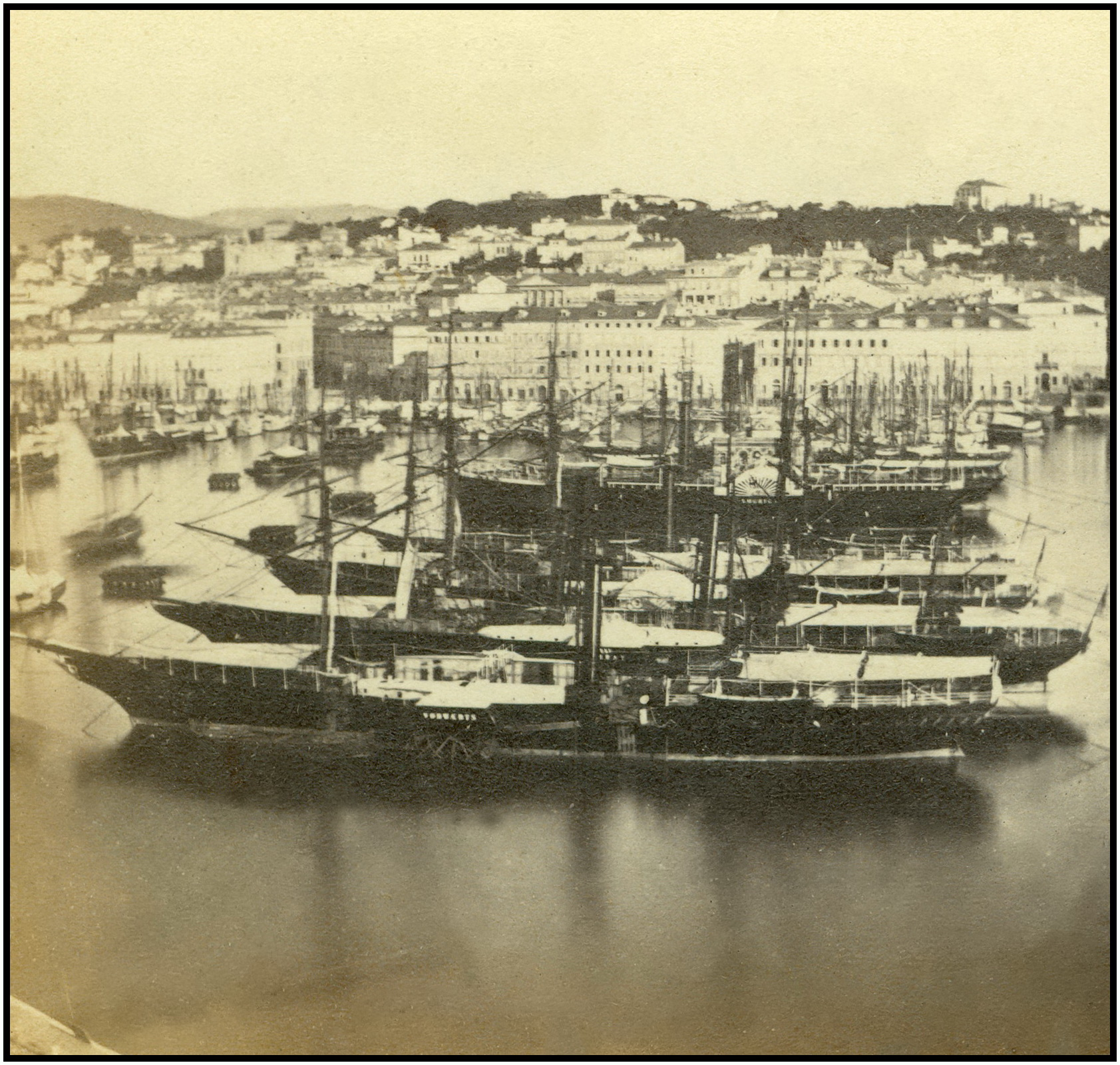
Trieste vers 1880.

La dynamique de la ville se trouve conditionnée à cette époque par les différentes lignes politiques adoptées par le pouvoir central viennois vis-à-vis des institutions locales et de la question nationale.
À partir de février 1861, le gouvernement impérial émet une licence qui réduit l'autonomie des diètes individuelles, dans le but de procéder à une centralisation et à une germanisation de l'administration de l'empire. La décision provoque des réactions à Trieste, d'où la demande de garantir l'autonomie de la ville, dont le caractère ethniquement italien est souligné,.
Cette politique centralisatrice s'accompagne, notamment à la suite de la Troisième guerre d'indépendance italienne de 1866 et, en général, du processus de création de l'État italien, d'une méfiance ou d'une hostilité générale envers les populations ethniquement italiennes présentes dans l'Empire et de leur loyauté envers l'État autrichien et la dynastie des Habsbourg : « Les événements de 1866 ont néanmoins renforcé dans de nombreux milieux politiques autrichiens (parmi les chefs militaires, dans l'aristocratie conservatrice et dans la famille impériale) la suspicion ancienne sur l'infidélité et la dangerosité de l'élément italien et Italophile pour l'Empire. […] Après 1866, la méfiance des secteurs conservateurs de la classe dirigeante des Habsbourg envers les Italiens d'Autriche a commencé à se traduire par une hostilité délibérée. »
L'empereur François-Joseph Ier, lors de son Conseil de la Couronne du 12 novembre 1866, quelques mois après la fin de la troisième guerre d'indépendance italienne et l'annexion de la Vénétie et de la majeure partie du Frioul au royaume d'Italie, impose une politique visant à « [...] Germaniser et slaviser avec la plus grande énergie et sans aucun scrupule... » toutes les régions italiennes faisant encore partie de son empire : Trentin, Dalmatie, Vénétie Julienne. Le rapport se lit textuellement : « Sa Majesté a donné l'ordre précis que des mesures soient prises de manière décisive contre l'influence des éléments italiens encore présents dans certaines régions de la Couronne et, par une occupation concertée des postes de fonctionnaires politiques, de magistrats, d’enseignants ainsi que par l’influence de la presse, œuvrent dans le Tyrol du Sud, la Dalmatie et la côte pour la germanisation et la slavisation de ces territoires selon les circonstances, avec énergie et sans aucune considération ». Le procès-verbal du Conseil des ministres des Habsbourg du 12 novembre 1866, avec les directives de « germaniser et slaviser », est bien connu des historiens, qui l'ont fréquemment cité dans leurs ouvrages. Il est rapporté par de nombreux essais indépendants, réalisés par des universitaires de différentes nationalités et à différentes années, qui ont fourni des interprétations différentes sur les résultats et les conséquences possibles.
L'historien Luciano Monzali écrit : « Les procès-verbaux du Conseil des ministres des Habsbourg à la fin de 1866 montrent l'intensité de l'hostilité anti-italienne de l'empereur et la nature de ses directives politiques à cet égard. François-Joseph est entièrement converti à l'idée de l'infidélité générale de l'élément italien et italophone envers la dynastie des Habsbourg : en Conseil des ministres, le 2 novembre 1866, il donne l'ordre obligatoire de s'opposer de manière décisive à l'influence de l'élément italien encore présent dans certains territoires de la couronne impériale, et de viser la germanisation ou la slavisation, selon les circonstances, des régions en question avec toute l'énergie et sans aucun égard [...] Toutes les autorités centrales ont reçu l'ordre de procéder systématiquement à cette directive. Ces sentiments anti-italiens exprimés par l'empereur, qui auraient eu de lourdes conséquences politiques [...] dans les années suivantes, étaient aussi particulièrement forts dans l'armée, qui avait fait de nombreuses guerres en Italie et était avide de vengeance : compte tenu du rôle prépondérant des militaires [... ], c'était extrêmement dangereux. » Le projet de la classe dirigeante conservatrice autrichienne est d'entreprendre une politique de concessions aux nationalités slaves, jugées plus fidèles à l'Empire et bien disposées à accepter le pouvoir dominant de l'empereur et de l'aristocratie habsbourgeoise.
La perte de la majeure partie du Frioul et surtout de la Vénétie, avec leurs ports et leur personnel maritime qualifié, accroit encore l'importance économique et stratégique de Trieste pour l'empire, qui a son principal débouché maritime et commercial dans la ville, incitant l'Etat central à porter une attention particulière à son développement et au renforcement de ses infrastructures. Cette politique, inaugurée par l'Autriche au lendemain de la troisième guerre d'indépendance, s'inspire des choix traditionnels, suivis depuis le début du XVIIIe siècle, de favoriser le potentiel inhérent à la situation géographique de Trieste, située approximativement au point de rencontre entre les lignes de communication convergeant depuis l'Italie, l'Europe centrale et les Balkans.
Le gouvernement central s'occupe du système routier et ferroviaire qui se déplace du large arrière-pays vers la ville et le port, afin de garantir au mieux la circulation des marchandises et des hommes dans le double sens d'entrée et de sortie. Son attention portée à la ville s'exprime également dans le choix des lieutenants impériaux, qui sont généralement choisis parmi des personnalités éminentes.
Le secteur maritime traditionnel, c'est-à-dire commercial, est progressivement rejoint par le secteur industriel, qui reçoit une impulsion de la politique d'armement naval promue par le gouvernement impérial à partir de la fin du XIXe siècle en concurrence avec le royaume d'Italie voisin et dans la perspective d'une expansion balkanique. Les investissements massifs du gouvernement destinés au réarmement naval favorisent Trieste, qui dispose des structures matérielles et humaines adéquates pour mener à bien les travaux prévus : son industrie, en particulier dans des secteurs tels que la sidérurgie et la construction navale au sens strict, connait une grande expansion. Cette métamorphose partielle de l’économie urbaine contribue également à la décision prise par les autorités impériales en 1891 de restreindre les franchises douanières traditionnelles (datant de 1719, date de la concession du port dit franc) à la seule zone portuaire et non plus à l'ensemble de la ville.
Trieste est également un centre financier et administratif important du fait des capitaux qui s'accumulent en provenance du commerce ou d'investisseurs étrangers, et parce qu'il est devenu le siège dès 1850, de l'institution du soi-disant gouvernement maritime central, un organisme appelé à réglementer et à contrôler les activités liées au commerce sous ses divers aspects dans l'unité administrative du Littoral autrichien.

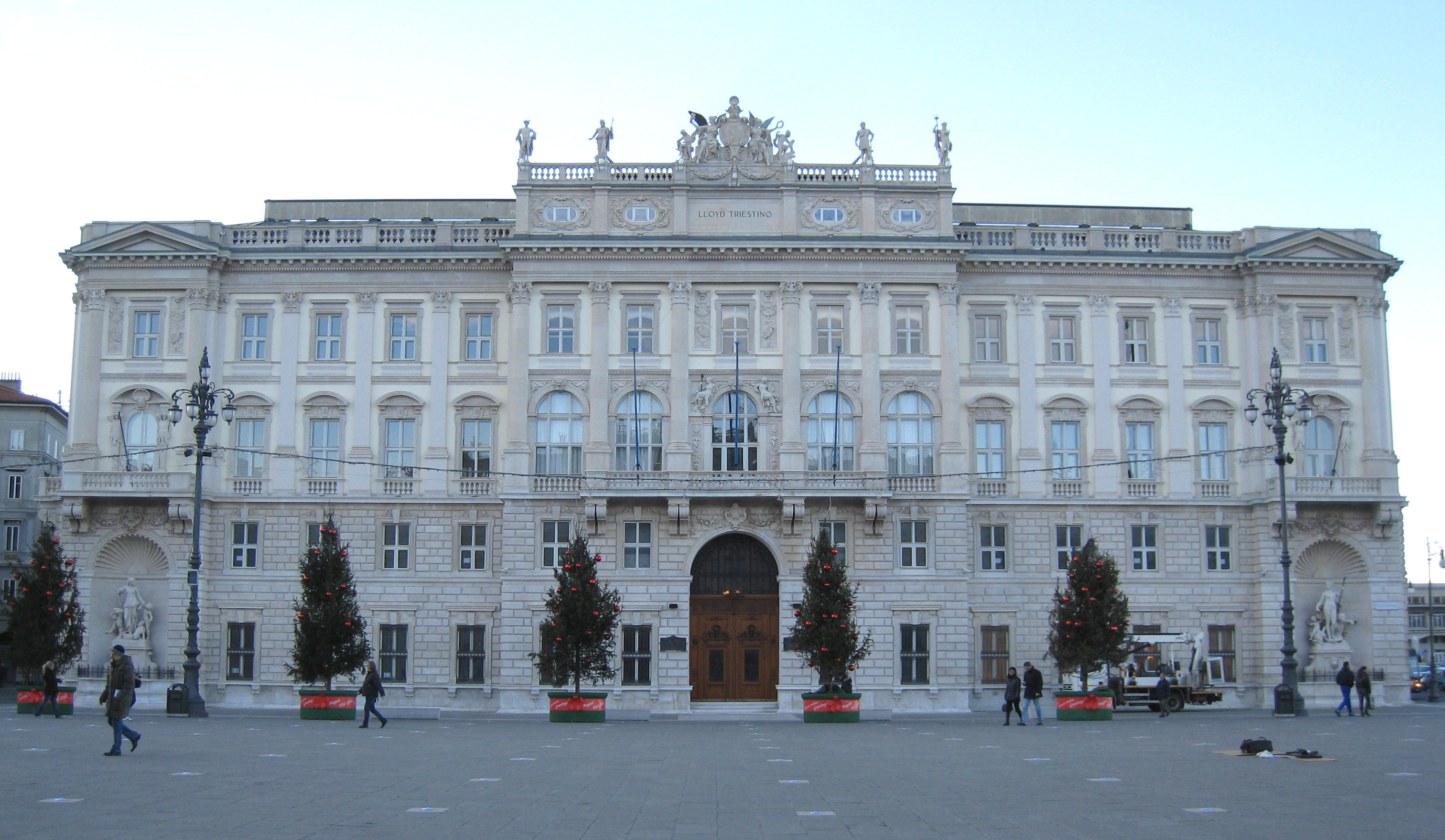
Siège historique du Lloyd Triestino, aujourd'hui siège de la Région Friuli Venezia Giulia.

Un lien important entre Vienne et Trieste est constitué par la Lloyd : deux secteurs cruciaux de l'économie de Trieste, ceux du transport maritime et de l'assurance, trouvent un point de convergence important dans la Lloyd autrichienne qui constitue une entreprise capable de réunir capital public et capital privé, ainsi que l'entrepreneuriat viennois et triestois.
Trieste connait donc dans les dernières décennies du XIXe siècle et au début du XXe siècle, un fort développement économique, favorisé par plusieurs conditions : le contexte historique constitué par le dynamisme de l'économie européenne et par l'intensité du trafic maritime mondial qui, après l'ouverture du canal de Suez, vivent leur âge d'or ; la présence d'un tissu urbain actif et moyennement qualifié ; des investissements publics et des liens commerciaux étroits avec un vaste arrière-pays d'Europe centrale favorisé par le réseau d'infrastructures.
Des tensions et des conflits politiques, à la fois internes à Trieste et entre la municipalité de Trieste et le gouvernement central, apparaissent dans les années où le prince Konrad de Hohenlohe est gouverneur impérial de la région (de 1904 à 1915), partisan du soi-disant trialisme, qui suit une politique pro-slave. Le trialisme est un projet politique soutenu par l'archiduc François-Ferdinand d'Autriche (héritier désigné du trône de François-Joseph et régent de facto à l'époque, compte tenu de l'âge avancé de l'empereur), qui vise à créer un troisième royaume dans l'empire, aux côtés de ceux de l'Autriche et de la Hongrie, le Danube Slave, qui doit également comprendre Trieste et le Littoral autrichien. La volonté du gouvernement autrichien est d'affaiblir les pouvoirs et la force politique et économique de la municipalité de Trieste contrôlée par les nationaux-libéraux italiens, la considérant à juste titre comme le cœur du libéralisme national en Autriche et des tendances irrédentistes. Elle prévoit également la rupture des étroites relations politiques, culturelles et sociales entre les libéraux de Trieste et l'Italie.

#### La question scolaire
La question de l'éducation suscite un vif intérêt et parfois de grandes passions, car l'enseignement est considéré comme une forme essentielle de transmission et de préservation de la culture nationale. Le système éducatif impérial est plutôt complexe et différencié, car il est destiné à une multiplicité de groupes ethniques enfermés dans le même État. En simplifiant, dans les écoles primaires de la ville, l'enseignement se fait dans la langue familière (langue paternelle ou maternelle) ou mieux dans la langue dite « langue d'usage » habituellement utilisée par les élèves, mais qui en tout état de cause prévoit l'obligation de l'allemand comme seconde langue ; des écoles secondaires ont pour langue d'enseignement soit celle utilisée par la majorité de la population et la classe éduquée et commerciale (italien), soit la langue officielle et administrative de l'empire (allemand). La complexité est accrue par l'existence d'écoles publiques et municipales, d'instituts à sections parallèles avec différentes langues d'enseignement et encore par le nombre considérable d'heures consacrées dans certains instituts à certaines langues (italien, allemand, slovène), mais comme objet d'apprentissage plutôt que comme langue d'enseignement.
Les autorités impériales s'efforcent de diffuser au maximum l'enseignement en allemand et, aussi, en slovène. Les mêmes manuels sont soumis à des formes rigides de censure, avec des résultats parfois paradoxaux comme, dans certains cas, l'étude de la littérature italienne à partir des textes traduits de l'allemand ou l'interdiction d'étudier l'histoire de Trieste elle-même, parce qu'elle est considérée comme « trop italienne »,. Pour ces raisons, la Lega Nazionale (Ligue Nationale) italienne a, parmi ses principaux objectifs, la promotion des écoles et des établissements d'enseignement destinés à la défense culturelle de l'ethnie italienne.
Entre le 10 et le 12 juillet 1868, des manifestations en faveur de la liberté d'enseignement ont lieu à la suite d'une pétition signée par 5 858 citoyens présentée au conseil municipal, demandant le droit d'utiliser la langue italienne dans les écoles publiques. Ces manifestations dégénèrent en affrontements et violences dans les principales rues de la ville, avec des Slovènes locaux enrôlés parmi les soldats des Habsbourg, ce qui entraîne la mort de l'étudiant Rodolfo Parisi, tué de 26 coups de baïonnette et de deux ouvriers, Francesco Sussa et Niccolò Zecchia. Preuve du caractère houleux pris par la question scolaire, d'autres affrontements violents ont lieu comme en 1914, une modeste bagarre à l'école supérieure de commerce Pasquale Revoltella entre étudiants italiens et slaves, liée à une question linguistique ; la société universitaire slovène Balcan décide d'intervenir en signe de protestation, si bien que quelques jours plus tard (13 mars 1914), d'autres affrontements, d'une bien plus grande gravité que les précédents, se soldent par la mort d'un étudiant italien d'une balle lors d'une fusillade.
La demande d'autoriser la création d'une université de langue italienne à Trieste est un autre point qui provoque de graves désaccords. La question est posée depuis 1848 et devient plus pressante après 1866, car les étudiants de Trieste (et en général les Italiens sujets de Vienne) ont désormais une frontière entre eux et l'université de Padoue, où auparavant ils avaient l'habitude d'aller étudier. L'État central autrichien reconnait, par principe, la légitimité de la demande d'implantation d'une université italienne à Trieste, mais refuse la concession à la fois par crainte de déplaire au groupe slovène ou de le voir formuler une demande similaire, et aussi parce qu'elle prévoit un centre culturel : des études de ce type auraient fini par renforcer l'irrédentisme italien.

#### La question de l'emploi

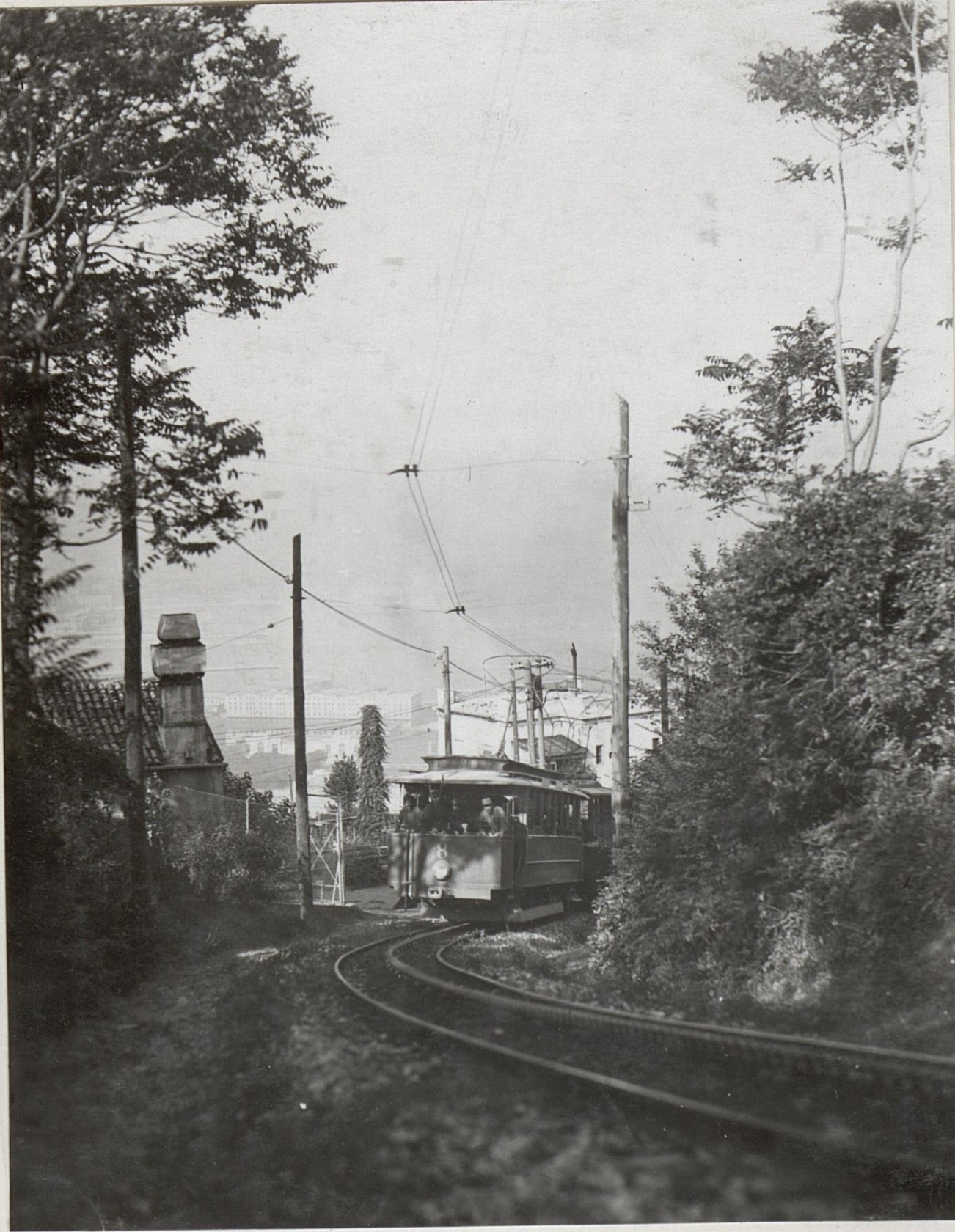
Train électrique Trieste-Opcina, entre 1914 et 1918.

Le grand centre urbain, industriel et commercial de Trieste attire un intense mouvement migratoire des régions voisines, tant de l'empire que du royaume d'Italie. Ainsi, des immigrants de nombreuses nationalités arrivent dans la ville, principalement des Italiens et des Slaves du Sud. À l'époque, de fortes craintes surgissent dans la communauté italienne quant à la possibilité que l'empire favorise l'immigration slave à Trieste et en même temps défavorise celle italienne.
Le mouvement migratoire slave vers Trieste est déterminé avant tout par des raisons socio-économiques et par la force d'attraction exercée sur les environs par la ville en expansion. Les Slovènes trouvent plus facilement du travail dans les emplois publics dans une zone linguistique mixte et sont également souvent bien accueillis par les employeurs italiens dans des secteurs allant de l'industrie au travail domestique. Ernesto Sestan souligne que la méfiance des autorités impériales envers les immigrés italiens est due au fait qu'ils sont citoyens d'un état étranger>.
Comme le reconnaît Angelo Ara, il y avait certainement un intérêt impérial à renforcer la composante slave-méridionale, jugée par les austro-hongrois plus loyale et « centripète » que la composante italienne : cette attitude est, par exemple, reconnue par le gouverneur Hohenlohe  lui-même dans un de ses documents officiels. Sestan souligne également comment les autorités autrichiennes favorisent l'immigration slave en provenance des régions paysannes de Slovénie et de Croatie et entravent en même temps le mouvement migratoire des Italiens du royaume. Pour donner un exemple précis, la lieutenance impériale tente d'inclure les Slovènes résidant dans d'autres communes du Karst et de la Carniole dans la liste des dockers du port de Trieste. Les autorités impériales se méfient des immigrants royaux et recourent facilement à des mesures d'expulsion à leur encontre. La citoyenneté du royaume d'Italie est une raison suffisante pour que les autorités autrichiennes prennent les armes et, lorsqu'elles le jugent opportun, interviennent avec des mesures d'expulsion forcée, avec les prétextes les plus futiles ; les expulsions de membres de la famille royale italienne dans la décennie de 1903 à 1913, c'est-à-dire jusqu'aux décrets du lieutenant de Trieste, le prince Conrad de Hohenlohe, concerneraient environ 35 000 personnes. Cela contribue à exaspérer les esprits parmi les différents groupes ethniques. En 1913, après un autre décret du prince Hohenlohe qui prévoit l'expulsion des Italiens, les nationalistes slaves organisent un rassemblement public contre l'Italie, puis une manifestation aux cris de « Vive Hohenlohe ! À bas l'Italie ! », tentant d'attaquer le consulat italien.
La croissance plus rapide de la composante slave à Trieste au début du XXe siècle est donc due à la fois à des raisons socio-économiques et à la politique de l'empire et de Hohenlohe, sympathisant des positions trialistes. La ville de Trieste voit ainsi son caractère italien être érodé par le mouvement d'immigration slave, sans pouvoir croître démographiquement par elle-même de manière correspondante. Les craintes de la communauté italienne de Trieste sont aggravées au début du XXe siècle par la connaissance de ce qui s'est passé en Dalmatie, avec « le déclin de l'italianité dalmate » qui est perçue de façon dramatique par les autres peuples de l'Adriatique et en particulier par les Triestin, qui l'attribuent à l'expansionnisme agressif slave méridionale et à l'intervention gouvernementale, de sorte qu'ils voient dans la situation dalmate presque l'anticipation de ce qui pourrait se passer à Trieste dans le futur.
Parallèlement aux problèmes ethniques, au début du XXe siècle, la classe ouvrière de Trieste doit commencer à lutter pour améliorer non seulement ses conditions de travail, mais aussi ses salaires. Le cas des chauffeurs de l'Österreichischer Lloyd est emblématique, qui se mettent en grève en février 1902 après que l'entreprise ait refusé de répondre à leurs revendications. Bien que la protestation s'étende à d'autres catégories de travailleurs de Trieste, impliquant de fait toute la ville, l'entreprise reste ferme sur ses positions. Le 15 février, apprenant la volonté de Lloyd de se soumettre au jugement d'un tribunal arbitral, un cortège de 3 000 manifestants, après avoir participé à un rassemblement des socialistes au Politeama Rossetti, se dirige vers le centre pour faire la fête. Une fois arrivés sur la Piazza della Borsa, le cortège du parti est arrêté par les hommes de la 55e brigade d'infanterie sous les ordres du général Franz Conrad von Hötzendorf qui tirent à hauteur d'homme et chargent à la baïonnette. 14 manifestants sont tués et plus de 200 sont blessés. Dans les jours qui ont suivi, le collège d'arbitrage accepte deux des trois demandes faites par les chauffeurs à la Lloyd.

### L'irrédentisme et la Grande Guerre

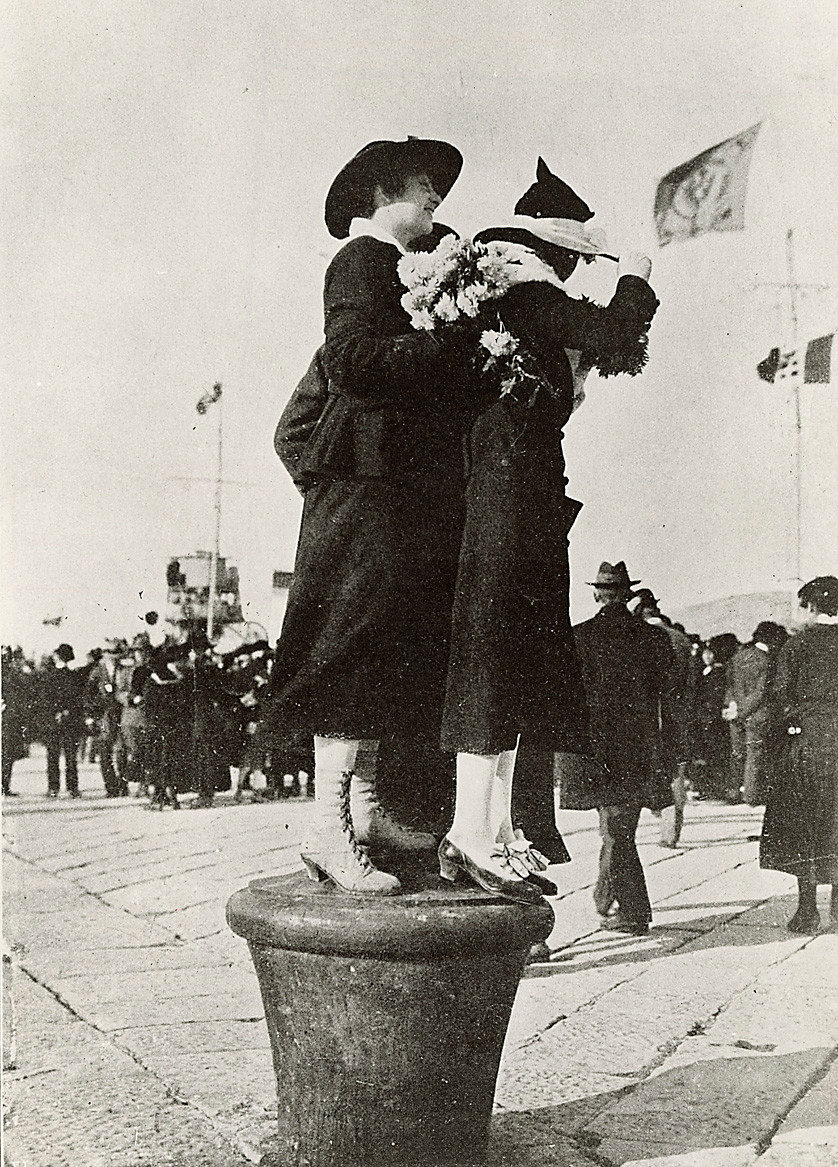
Femmes de Trieste lançant des fleurs au passage du roi.

Trieste est, avec Trente, à la fois l'objet et le centre de l'irrédentisme, un mouvement qui, dans les dernières décennies du XIXe siècle et le début du XXe siècle, aspire à l'annexion de la ville à l'Italie. Les classes bourgeoises montantes (y compris la riche colonie juive), dont le potentiel et les aspirations politiques ne sont pas pleinement satisfaits au sein de l'empire austro-hongrois, alimentent l'irrédentisme Triestin. Pour sa part, l'ethnie slovène est dans la ville de Trieste au début du siècle en pleine croissance démographique, sociale et économique, et, selon le recensement contesté de 1910, constitue environ le quart de la population. L'irrédentisme revêt alors, dans la cité julienne, des caractéristiques souvent nettement anti-slaves qu'incarne la figure de Ruggero Timeus.
Le Triestin Wilhelm Oberdank, italianisé en Guglielmo Oberdan, est considéré comme le premier représentant de ce mouvement qui, pour avoir ourdi un complot visant à tuer l'empereur autrichien François-Joseph et trouvé en possession de deux bombes Orsini, est jugé et pendu dans sa ville natale le 20 décembre 1882. La Lega Nazionale est proche du mouvement irrédentiste italien et perçue comme telle par les autorités autrichiennes ; c'est la plus grande organisation privée de Trieste de l'époque, atteignant 11 569 membres en 1912. Le 23 mai 1915, à l'annonce de la déclaration de guerre de l'Italie contre l'Autriche-Hongrie, le Palazzo Tonello où se trouve la rédaction du journal irrédentiste Il Piccolo, et le bâtiment du siège de la Ligue Nationale de Gymnastique Triestine, une association sportive irrédentiste, sont incendiés par des manifestants pro-autrichiens.
Au déclenchement de la Première Guerre mondiale, 128 Triestins refusent de combattre sous les drapeaux austro-hongrois et, immédiatement après l'entrée en guerre de l'Italie contre les Empires centraux, s'enrôlent dans l'armée royale. Les écrivains et intellectuels Scipio Slataper, Ruggero Timeus et Carlo Stuparich, frère du plus célèbre Giani Stuparich, sont parmi les volontaires qui perdent la vie pendant le conflit. Les exilés de Trieste en Italie et en France sont particulièrement actifs sur le front des idées et de la propagande, où ils jouent un rôle de première importance dans la fondation, à Rome, d'un Comité central de propagande de la Haute Adriatique (1916) et, à Paris, de l'association Italia irredenta. Tous les membres des organes exécutifs du Comité sont originaires de Trieste, à l'exception du Dalmate Alessandro Dudan.
Selon une estimation, les citoyens du Littoral autrichien italophone enrôlés avec l'uniforme de l'Empire austro-hongrois sont, de 1914 à 1918, environ 50 000.
Entre 1915 et 1917, l'aviation italienne bombarde la ville à de nombreuses reprises, faisant d'importantes victimes parmi la population civile. Le 4 novembre 1918, les troupes italiennes entrent dans Trieste, après avoir attendu que les troupes autrichiennes quittent la ville.

### Annexion à l'Italie

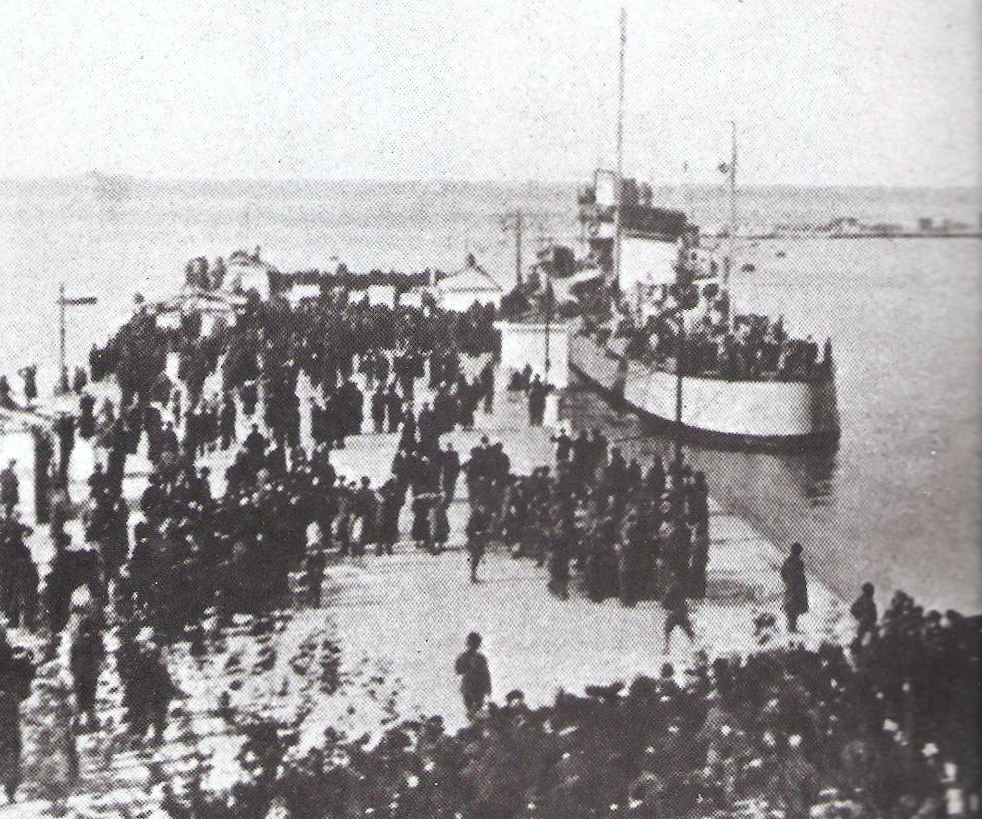
Débarquement des troupes italiennes à Trieste le 3 novembre 1918.

En ce même mois de novembre 1918, à la fin de la Première Guerre mondiale, Trieste est occupée par l'Armée royale (Italie), sous le commandement du général Carlo Petitti di Roreto. L'annexion formelle de la ville et de la Vénétie julienne au royaume d'Italie n'a cependant lieu que le 12 novembre 1920 avec le traité de Rapallo. Avec l'annexion, Trieste perd de son importance : elle se retrouve comme une ville frontalière avec un arrière-pays beaucoup plus limité que par le passé. Son port perd également la zone de chalandise potentielle qui a permis son développement, constituée par l'ensemble de l'empire austro-hongrois, une entité étatique définitivement dissoute. Pour remédier au moins partiellement à cette situation, l'État italien met en place une politique d'économie assistée envers la ville et la province de Trieste qui, initiée par le dernier gouvernement de Giovanni Giolitti (1920-1921), se poursuit tout au long de la période fasciste (1922-1943). Le plus grand effort est fait pour le secteur industriel, qui, dans les intentions des législateurs, aurait dû remplacer le port et les activités commerciales qui lui sont liées, en tant que moteur de l'économie de Trieste.

## Fascisme

Affiche de Mussolini sur l’opéra, 27 mai 1936.

Le développement du fascisme à Trieste est précoce et rapide. En mai 1920, les premières Squadre volontarie di difesa cittadina (escouades volontaires de défense de la ville) sont formées, des groupes de squadristes sous le commandement de l'officier de marine Ettore Benvenuti. Le 11 juin, un reparti d'assalto (Arditi), en attente d'embarquement pour l'Albanie parcourt les rues du centre de la ville en louant la révolution et en utilisant des armes contre les officiers. Ce n'est que tard dans la nuit que l'insubordination a lieu, faisant deux morts et plusieurs blessés. Toujours en juin, le siège de l'Avanguardia studentesca triestina (Avant-garde étudiante de Trieste), également clairement d'inspiration fasciste, est inauguré, où sont recrutées les squadristi. Le 13 juillet 1920, les escouades dirigées par Francesco Giunta incendient l’Hôtel Balkan où se trouve le Narodni dom, la « Maison nationale », centre culturel et de réunion des Slovènes et des autres nationalités slaves locales, lors d'une manifestation anti-slave, appelée par les fascistes de Trieste, prenant comme prétexte les morts des incidents de Split >.
En décembre 1920, le fascisme inaugure son propre journal dans la ville, Il Popolo di Trieste, qui commence à répandre l'idée que l'effondrement de l'Empire austro-hongrois, décrépit et anachronique, offre enfin la possibilité, à Trieste et à la Julienne en général, d'avoir une place importante dans l'Adriatique et dans les Balkans, dans une tonalité impérialiste. « Les industriels en danger, les bourgeois à l'avenir incertain, les officiers démobilisés, les étudiants agités, les roturiers ambitieux » sont sensibles à cet appel . Les élections de 1921 voient une affirmation notable de la coalition fasciste, le Blocco italiano (le Bloc italien), qui obtient environ 45% des voix. Il n'est donc pas surprenant qu'au lendemain de la marche sur Rome (28 octobre 1922), l'occupation de certains bâtiments publics de la ville par les squadristes locaux dirigés par Francesco Giunta, ait lieu avec l'approbation des autorités. Quelques jours plus tard, un cortège de fascistes défile dans les rues de Trieste, accompagné d'une unité de « cavalerie fasciste ». Les vingt années noires commencent aussi pour la cité julienne. À la suite des incendies, diverses explosions suivent, probablement dues à un dépôt d'armes dans les Balkans.
Avec l'avènement du fascisme, une politique de dénationalisation des minorités dites étrangères commence à Trieste et en Vénétie Julienne. À partir du milieu des années 1920, l'italianisation des toponymes et des noms de famille commence,, ; en 1929, l'enseignement en slovène et dans d'autres langues slaves est définitivement interdit dans toutes les écoles publiques de tous niveaux et, un peu plus tard, toutes les organisations slovènes sont dissoutes. L'objectif est d'assimiler de force les groupes ethniques minoritaires au mépris de leur propre culture et de leurs traditions. Cette politique, jointe aux actions anti-salves des squadristes, souvent émaillées de morts et de blessés, a de très graves répercussions sur les délicates relations interethniques. Les organisations séparatistes et terroristes slovènes, dont le TIGR et la Borba, réagissent aux meurtres perpétrés par les fascistes avec une égale brutalité : les actes de résistance armée se  multiplient et des actions violentes ont lieu contre des membres du régime fasciste et des membres de la police et, en certains cas, même contre des citoyens ordinaires.
En 1930, deux attentats du TIGR ont lieu à Trieste : celui du Faro della Vittoria (Phare de la Victoire) et, bien plus grave, celui à la rédaction d'Il Popolo di Trieste, qui cause la mort du sténographe Guido Neri et la blessure de trois personnes. Les autorités policières procèdent alors à une vaste enquête, éradiquant les cellules de résistance : les accusés (tous slovènes) de divers crimes (attentats à la bombe, série de meurtres, de tentatives de meurtre et d'incendies), sont alors jugés par le Tribunal spécial pour la sécurité de l’État (1926-1943), transféré pour l'occasion de Rome à Trieste. Le procès se termine par une condamnation exemplaire : quatre accusés sont condamnés à mort (Ferdo Bidovec, Fran Marušič, Zvonimir Miloš et Alojzij Valenčič) et fusillés à Basovizza le 6 septembre 1930, douze autres sont condamnés à diverses peines de prison, entre deux ans et six mois et trente ans ; deux sont acquittés.
En décembre 1941, alors que la guerre a déjà commencé, un deuxième procès par le Tribunal spécial pour la défense de l'État contre neuf membres du TIGR (Slovènes et Croates) accusés de terrorisme et d'espionnage se tient à Trieste. Cinq d'entre eux (Pinko Tomažič, Viktor Bobek, Ivan Ivančič, Simon Kos et Ivan Vadnal) sont exécutés à Opicina, les autres emprisonnés. Avec ce deuxième procès, l'organisation terroriste (antifasciste) est définitivement anéantie.
À partir de l'été 1942, on assiste à une recrudescence des violences des squadristi qui dure jusqu'à la chute du régime le 25 juillet 1943. Le secrétaire du fascisme local, le modéré Gustavo Piva, est remplacé par l'extrémiste fasciste Giovanni Spangaro, qui bénéficie du soutien inconditionnel, à Rome, du secrétaire général du Parti national fasciste (PNF), le natif de Trieste Aldo Vidussoni. La violence contre les Slaves et les antifascistes italiens s'intensifie tant à Trieste que dans sa province, parfois avec des conséquences mortelles (deux paysans sont assassinés à Cossana). Le 30 juin 1942, un Centro per lo studio del problema ebraico (Centre d'étude du problème juif) est créé à Trieste, imitant celui de Rome, et le 18 juillet suivant, la synagogue de Trieste, déjà visée un an plus tôt, est attaquée et gravement endommagée. Dans les mois qui suivent, les fascistes dévastent également de nombreux commerces juifs et slaves, sans toutefois jamais parvenir à impliquer les citoyens de Trieste, fatigués de la violence des escouades. En 1942, l'Ispettorato Speciale di Pubblica Sicurezza per la Venezia Giulia (Inspection spéciale de la sécurité publique de la Vénétie Julienne) commence également à fonctionner, installée dans un bâtiment de la via Bellosguardo, qui devient rapidement un lieu de torture et de mort pour les antifascistes ou supposés tels. Connue sous le nom de Villa Triste, elle est le précurseur de nombreuses autres Ville Triste italiennes qui en tirent leur nom.

## Occupation allemande

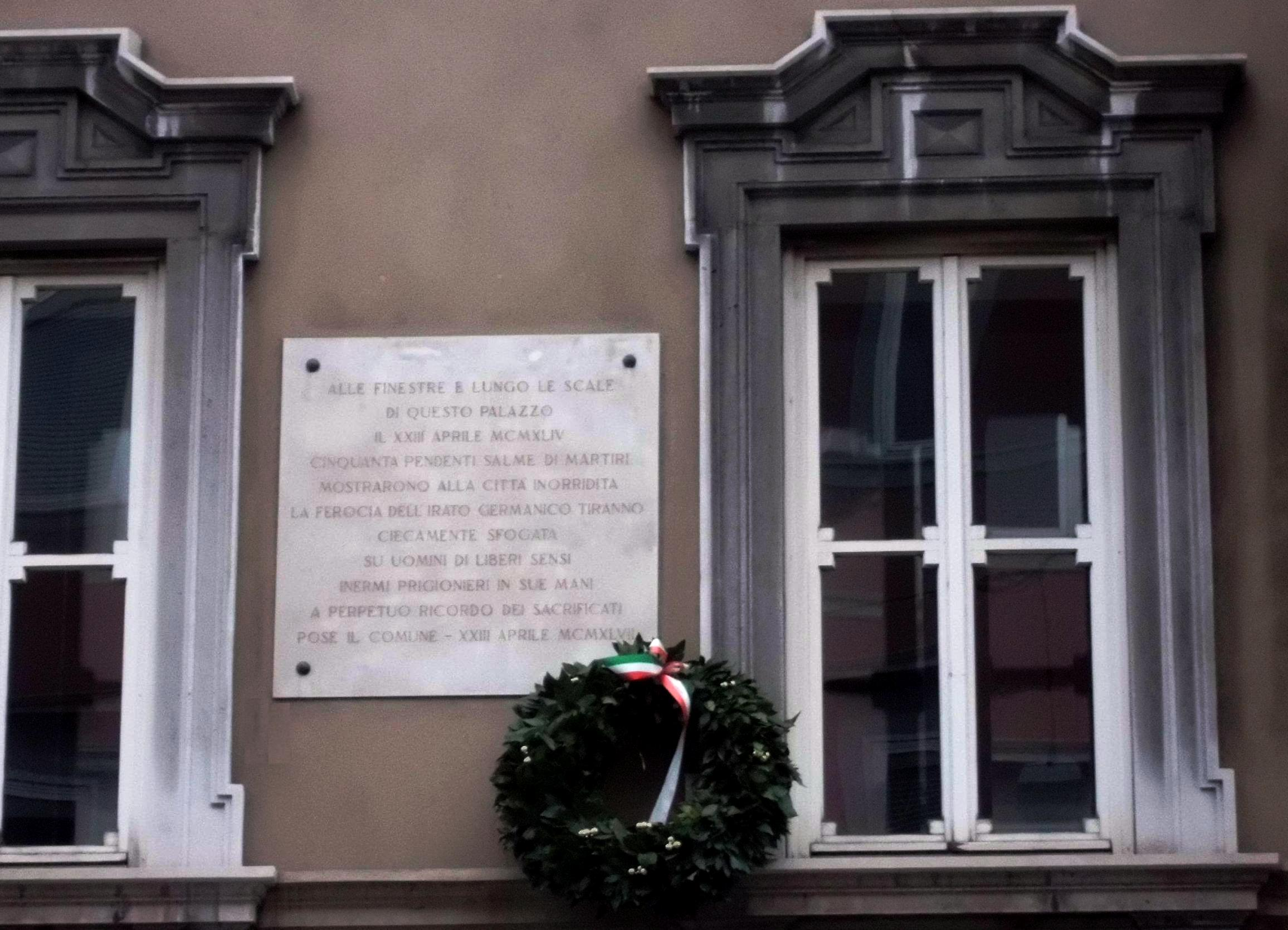
Plaque commémorative placée sur la façade du Palazzo Rittmayer, via Ghega 12, à la mémoire des 52 otages pendus en représailles par les occupants allemands le 23 avril 1944.

Quelques jours après l'armistice de Cassibile, dont le contenu est diffusé par radio le 8 septembre 1943, Trieste est occupée par les troupes allemandes. Bien qu'elle n'ait pas été officiellement annexée au Troisième Reich, elle est rattachée à la zone d'opérations de la côte Adriatique, qui comprend les provinces de Trieste, Gorizia, Pola, Fiume, Udine et Ljubljana, dirigées par le gauleiter autrichien Friedrich Rainer. Rainer y permet la reconstitution d'un quartier général du Parti fasciste républicain (PFR), dirigé par le fédéral Bruno Sambo, la présence d'un modeste contingent de soldats italiens sous le commandement du général de la GNR Giovanni Esposito et l'installation d'un département de la Garde des finances. Il nomme lui-même Cesare Pagnini maire de la ville et choisit Bruno Coceani comme préfet de la province de Trieste. Les deux personnages sont appréciés par les autorités de la République sociale italienne (RSI) et par Benito Mussolini lui-même, qui connait personnellement Coceani depuis les années 1920. Des frictions et des tensions constantes avec les fascistes locaux apparaissent, qui se voient évincés de l'administration de la ville et de la province. Afin de ne pas créer de scission avec les autorités italiennes, les Allemands autorisent la fédération locale du PFR à mettre en place ses propres formations paramilitaires et sa propre police secrète destinées à la lutte anti-partisane.
Pendant l'occupation allemande de la ville, la Risiera di San Sabba, une usine de décorticage du riz construite en 1913, est utilisée par les Allemands comme prison et camp de tri pour les Juifs à déporter vers l'Allemagne et la Pologne et comme camp de détention pour les partisans et les prisonniers politiques. San Sabba est le seul camp d'extermination en Italie avec un crématorium, mis en service le 4 avril 1944. Dans le même temps, l'activité du mouvement partisan yougoslave s'intensifie à Trieste et sur le Karst de Trieste, qui opère de manière à déstabiliser le régime d'occupation. La réaction des Allemands et des collaborateurs italiens ne se fait pas attendre : rafles, perquisitions et même décimations ravagent la ville julienne et les communes voisines.
En avril 1944, à la suite d'un attentat qui cause la mort de sept soldats allemands dans un local d'Opicina, soixante-douze citoyens d'origine italienne et slave sont fusillés ; quelques jours plus tard, le 23 avril 1944, en raison d'un autre attentat, cinquante-deux autres sont pendus dans la cantine du Palazzo Rittmayer, via Ghega.
Au climat d'incertitude et de répression s'ajoutent les bombardements américains et britanniques qui, à plusieurs reprises, entre avril 1944 et février 1945, visent la ville. Les dégâts et les destructions touchent non seulement dans les installations portuaires, la raffinerie de pétrole et les chantiers navals, mais aussi la ville même. De nombreux immeubles résidentiels sont rasés et de nombreux autres subissent des dommages à des degrés divers. Le nombre de victimes, sur lequel seules des estimations approximatives peuvent être faites, est lourd (selon toute probabilité environ un millier pour l'ensemble de la commune). Le raid aérien du 10 juin 1944 fait à lui seul près de quatre-cents morts.

## Libération et occupation yougoslave

### Libération de Trieste
Le 30 avril 1945, le Comité de libération nationale (CLN) de Trieste, commandé par le colonel Antonio Fonda Savio, commence à libérer la ville. La Garde des finances et de nombreux éléments de la Garde Civique, déjà organisés clandestinement par le Comité, participent aux assauts contre les Allemands, avec la CLN, tandis que des groupes de communistes interviennent également dans les quartiers populaires et les zones périphériques[réf. nécessaire]. Les groupes partisans contrôlés par le mouvement slovène ne participent pas aux affrontements violents qui se succèdent dans les quartiers centraux, mais, en revanche, sont actifs dans les quartiers périphériques et dans le Karst.
La IVe Armée des partisans yougoslaves, alliée des Anglo-Américains, le IX Korpus slovène, également composé de Triestins, et les forces partisanes déjà présentes dans la ville libèrent Trieste de l'occupation nazie dans la nuit du 30 avril et 1er mai 1945.

### Occupation yougoslave

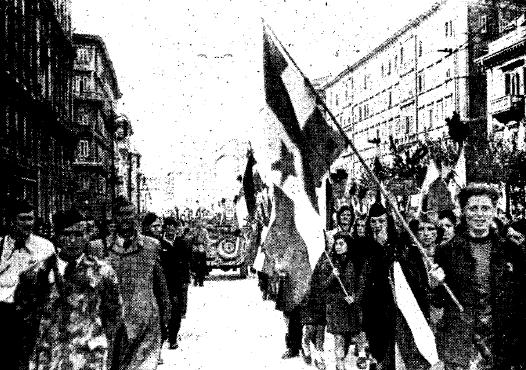
Entrée de l'armée populaire yougoslave à Trieste, le 1er mai 1945.

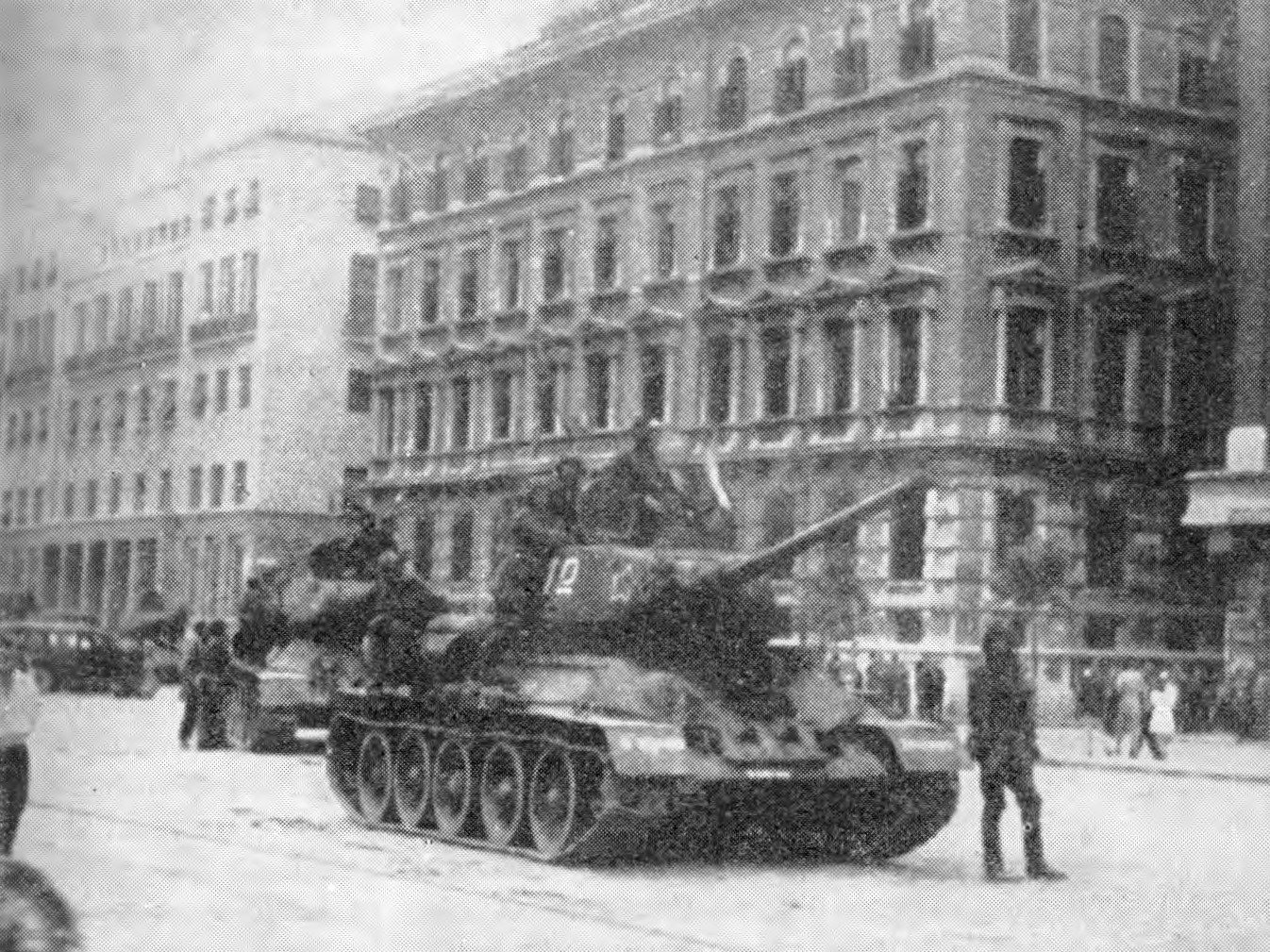
Entrée des chars T-34 de la IVe Armée populaire de libération Yougoslave.

Au matin du 1er mai, Trieste est rejointe par les premières avant-gardes partisanes de Josip Broz Tito, suivies du IX Korpus de l'armée yougoslave, également sous les ordres de Tito, lui-même non présent sur le théâtre des opérations.
L'union entre les insurgés italiens et l'avant-garde de la IV Armata jugoslava a lieu au centre de la ville, vers 9 h 30, entre une unité avancée, sous les ordres du lieutenant Božo Mandac et le commandant partisan Ercole Miani accompagné d'autres représentants du Comité. Les Yougoslaves ont l'intention d'attaquer les derniers bastions allemands, mais quelques heures plus tard, au lieu de se prévaloir de l'appui que les partisans italiens de la CLN leur ont assuré, ils leur ordonnent de rendre leurs armes. Certaines divisions italiennes refusent de le faire, il y a des incidents et des échanges de tirs entre ces dernières et les Yougoslaves à Roiano et Rozzol. Dans l'après-midi du 2 mai, les avant-gardes des unités blindées néo-zélandaises commandées par le général Bernard Freyberg entrent dans Trieste ; à leur arrivée, les dernières garnisons allemandes encore résistantes, cessent de tirer et se rendent.
Les troupes yougoslaves entrées à Trieste s'y installent ; les quarante-trois jours d'occupation yougoslave de la ville débutent. Dans les premiers jours de mai, un commissaire politique de Trieste, Franc Štoka, membre de la parti communiste, est nommé par Tito. Il proclame Trieste ville autonome au sein de la future République fédérale de Yougoslavie. Le drapeau yougoslave est exposé à côté du drapeau italien dans les principaux bâtiments publics et le fuseau horaire local est réglé sur celui de la Slovénie voisine. De nombreux membres du CLN sont contraints de se cacher, craignant des représailles, d'autres préfèrent quitter clandestinement la ville. Le couvre-feu reste en place jusqu'à presque fin mai, malgré la fin de la guerre depuis quelques semaines.
Au cinquième jour de l'occupation yougoslave, une foule exaspérée descend dans la rue pour manifester en faveur du retour de Trieste à l'Italie. La manifestation est organisée par le CLN qui entend construire autour de lui un front démocratique unitaire pour demander aux alliés d'éloigner les partisans de Tito de la ville. Les troupes yougoslaves ouvrent le feu sur des manifestants, tuant cinq personnes. Pendant ces heures, les Néo-Zélandais de Freyberg ne bougent pas de leurs quartiers et du port qu'ils occupaient auparavant (ainsi que les principales voies de communication pour l'Autriche), évitant ainsi tout motif de friction avec les partisans de Tito. L'occupation ne prend fin, en vertu des accords de Belgrade, que le 12 juin 1945, lorsque les troupes yougoslaves abandonnent définitivement Trieste. Les plus de quarante jours de présence slave dans la ville peuvent peut-être être considérés comme un moment de libération par la plupart de la communauté ethnique slovène résidant à Trieste. Pour la majorité de la communauté locale de langue et de sentiments italiens, l'occupation yougoslave a plutôt pris la forme d'une période de deuil et d'oppression et, en tant que telle, entrera à jamais dans la mémoire historique et l'imaginaire collectif de nombreux Triestins.

## Dolines et exils

Doline d'Opicina dans les années 1910.

À partir de septembre 1943, le contrôle de territoires de plus en plus vastes par les partisans slaves et surtout l'effondrement rapide de l'armée italienne en Vénétie Julienne à la suite de l'armistice de Cassibile, permettent les premières éliminations, notamment en Istrie, mais aussi dans l'arrière-pays karstique de Trieste, non seulement d'éléments fascistes, mais aussi de ceux qui auraient potentiellement pu s'opposer à la politique pro-communiste et/ou aux desseins hégémoniques sur la Vénétie Julienne du maréchal Tito (surtout des Italiens, mais aussi des Slovènes et des Croates). Ces tueries s'intensifient les années suivantes et atteignent leur paroxysme, à Trieste, avec l'entrée de l'armée yougoslave dans la ville et le contrôle qu'elle exerce sur le territoire pendant environ un mois et demi, mal combattu par le contingent néo-zélandais de Freyberg. Pendant toute la période d'occupation yougoslave, des réquisitions, confiscations et arrestations de nombreux citoyens soupçonnés d'avoir peu de sympathie pour l'idéologie communiste ou considérés comme peu fiables en raison de leur position sociale, de leur richesse, de leurs origines familiales et de leur nationalité, sont menées par la police titiste. Parmi ceux-ci il y a surtout des fascistes ou des collaborateurs, mais aussi des combattants de la guerre de libération italienne, de simples travailleurs, victimes de vendettas personnelles et de haines mûries pendant la guerre. La plupart des personnes arrêtées ne sont jamais rentrées chez elles. Les Triestins sollicitent l'intervention des Alliés qui expriment parfois des protestations formelles, sans toutefois obtenir de résultats appréciables. Le général Gentry, qui partage le commandement des forces alliées présentes avec Freyberg, rencontre son homologue yougoslave et lui fait comprendre, sans effet, que les Alliés « [...] ne pouvaient permettre que des arrestations sommaires soient effectuées ou que des citoyens quittent la ville sans jugement. »
La population de Trieste ne se fait aucune illusion sur le sort des nombreux disparus. La découverte des premières dolines pleines de cadavres en Istrie, à l'automne 1943, les témoignages de réfugiés dalmates sur le sort tragique de nombre de leurs concitoyens à Zadar, en novembre 1944, laissent présager le pire. Immédiatement après le retrait des troupes yougoslaves de Trieste, des fouilles commencent dans le Karst de Trieste, qui se terminent à différentes époques. Trois gouffres principaux sont identifiés dans les environs de la ville : Basovizza, Monrupino et Sežana (actuellement en territoire slovène), et d'autres secondaires (Opicina, Campagna et Corgnale), avec un nombre indéterminé de cadavres. Il convient également de souligner que tous les disparus n'ont pas été jetés dans les dolines susmentionnés : une partie non quantifiable d'entre eux a été déportée vers d'autres régions de la Vénétie Julienne, ou en Yougoslavie, et là, selon toute probabilité, supprimée et enterrée. Seules des conjectures peuvent être faites sur le nombre de victimes. En avril 1947, le gouvernement militaire allié a recueilli 1 492 noms de personnes disparues à Trieste sur la base de rapports faits par des membres des familles, mais ce nombre devait être considéré comme provisoire. Des données définitives n'ont jamais été fournies, ni dans les années, ni dans les décennies suivantes. Après son retour à Trieste en mars 1947, l'un des principaux représentants du communisme julien, Vittorio Vidali, interprétant la rupture entre Joseph Staline, soutenu par le Parti communiste italien (PCI) et Tito, fait référence aux « trotskystes de Tito » les définissant comme « une bande d'assassins et d'espions » ; en 1956, Khrouchtchev se rend à Belgrade et réhabilite Tito.
À partir de l'été 1945, l'exode de nombreux juliens et dalmatiens des zones militairement occupées par les titistes, et qui seront par la suite annexées à l'État yougoslave, s'accentue. L'exode, qui commence sous une forme rampante en septembre 1943, dure quinze ans et concerne environ 250 000 réfugiés ou peut-être plus (principalement d'origine italienne, mais aussi des Slovènes et des Croates) ; Trieste figure parmi les destinations privilégiées. La ville accueille une grande partie des quelque 65 000 exilés qui ont choisi de reconstruire leur vie dans les provinces qui formeront plus tard la région autonome de Frioul-Vénétie Julienne. Parfaitement insérés dans la réalité sociale de la ville, ils constituent pour celle-ci, un facteur de développement économique et humain. À cet égard, l'afflux d'exilés a permis à Trieste de connaître, dans la décennie qui a suivi la Seconde Guerre mondiale, une croissance appréciable de sa population, avec un net revirement (bien que temporaire) par rapport à la période précédente, caractérisée par une longue stagnation démographique depuis les années 1920.

## Occupation alliée et territoire libre de Trieste

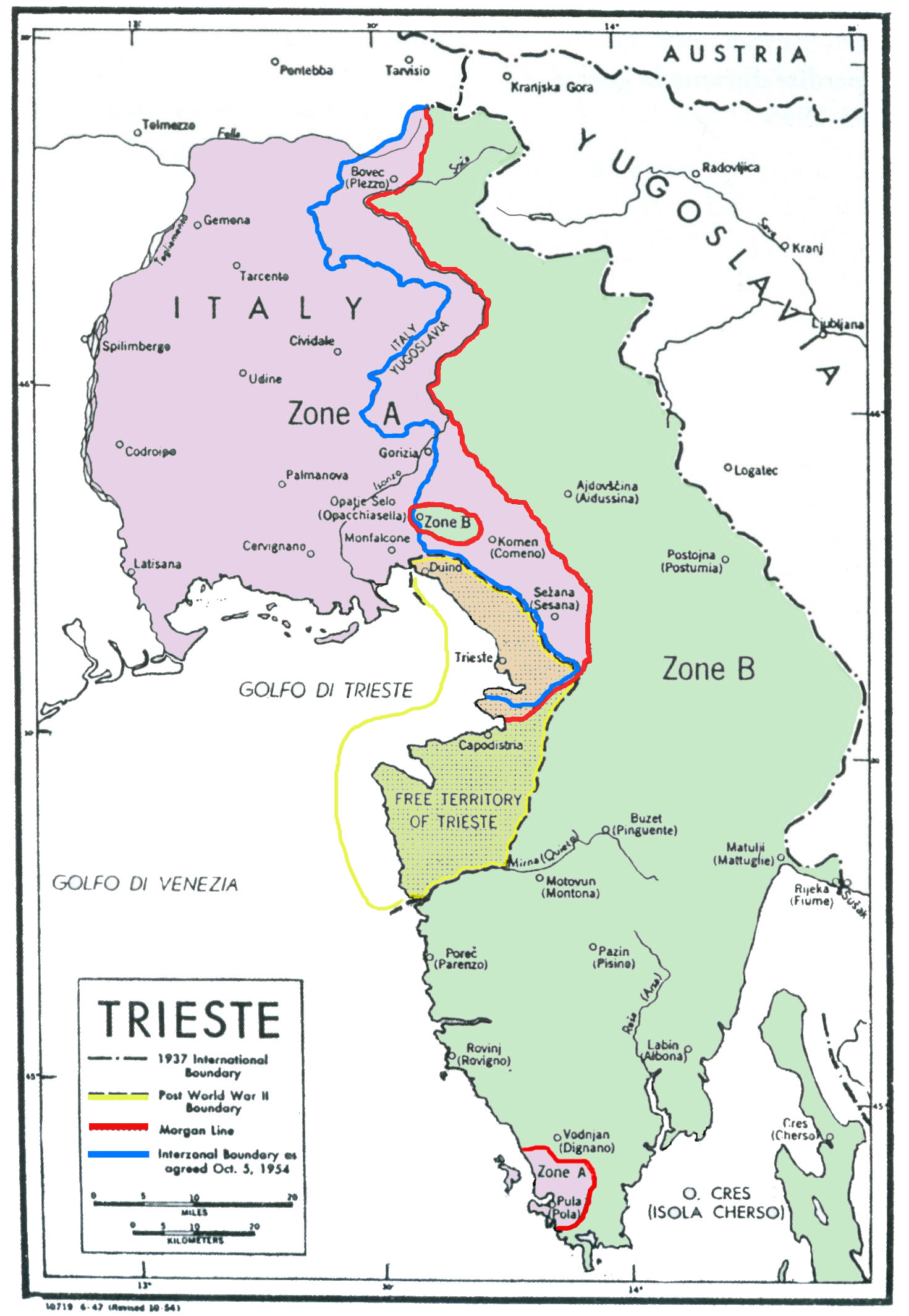
Trieste et la Vénétie julienne après la Seconde Guerre mondiale.

Avec les accords de Belgrade du 9 juin 1945, suivis du retrait définitif des Yougoslaves de Trieste le 12 juin, toute la Vénétie Julienne est divisée en deux zones, selon une ligne tracée par le général Morgan, qui lui donne son nom : une zone A, avec Trieste est administrée par les Anglo-Américains, et une zone B est administrée par les Yougoslaves. En 1947, à la suite des accords de paix de Paris, Gorizia, Monfalcone et d'autres zones limitées de la Vénétie Julienne sont attribuées à l'Italie, l'Istrie et la majeure partie du reste de la région julienne, à la Yougoslavie. Restent exclus de l'affectation, Trieste (avec une partie de la zone A), et la partie nord-ouest de l'Istrie, jusqu'à la rivière Mirna (partie résiduelle de la zone B).
Après la perte de souveraineté de l'Italie sur le territoire de Trieste, la British United States Zone - Free Territory of Triest (BUSZ-FTT), territoire libre de Trieste, zone anglo-américaine, est temporairement établie à Trieste. Par la suite, à partir de septembre 1947, la ville et la zone A font partie, sous l'égide de l'ONU, du Allied Military Government - Free Territory of Triest (AMG-FTT), territoire libre de Trieste, avec un gouvernement militaire allié. La zone B de la FTT est confiée à l'administration de la Yougoslavie. Selon l'ONU, un territoire libre de Trieste aurait dû être créé, comprenant des parties à la fois de la zone A et de la zone B, avec un siège à l'ONU.
Mais le 8 octobre 1953, les ambassadeurs des États-Unis et de Grande-Bretagne à Rome informent par une déclaration officielle, les gouvernements italien et yougoslave que l'intention de leurs gouvernements est de mettre fin à l'occupation militaire de la zone A dans les plus brefs délais, dont l'administration serait confiée à l'Italie. Dans une annexe secrète, portée à la connaissance de la seule Italie et non de la Yougoslavie, il est également précisé que les deux puissances considèrent ce partage comme définitif et qu'elles s'opposent à toute intervention militaire de la Yougoslavie pour récupérer la zone A, mais qu'ils acquiescent son annexion de la zone B. Mais la Yougoslavie, qui revendiquait aussi plusieurs parties de la zone A, condamne cette partition en envoyant des troupes le long de la frontière, aussitôt suivie par l'Italie : 50 000 hommes se font face de part et d'autre de la frontière italo-yougoslave. Les protestations de l'Union des républiques socialistes soviétiques, opposée à la disparition de la TTF, empêchent la Grande-Bretagne et les États-Unis de mettre en œuvre les intentions contenues dans la déclaration.
Immédiatement après la déclaration du 8 octobre, plusieurs manifestations contre et en faveur du retour de Trieste à l'Italie ont lieu. Parmi les premières, environ deux mille étudiants slovènes manifestent dans le centre-ville ; de jeunes Italiens, en réaction, envahissent les bureaux de la délégation économique yougoslave, brisant des vitres et jetant des meubles dans la rue. La tension atteint son paroxysme lors du soulèvement de Trieste au début de novembre de la même année. Le 4, jour de la victoire italienne lors de la Première Guerre mondiale, de nombreux habitants italiens rendent hommage aux morts au cimetière militaire de Redipuglia, traversant le poste de contrôle de Duino. Au retour, dans la soirée, les premières manifestations ont lieu. Le 5 novembre au matin, le maire de Trieste fait hisser le drapeau tricolore italien sur la tour de l'hôtel de ville à la place du drapeau communiste à hallebarde rouge. Le drapeau tricolore est abaissé quelques heures plus tard par les Britanniques. En signe de protestation, une foule se rassemble devant la préfecture de police d'où des coups de feu sont tirés, tuant Pietro Addobbati et Antonio Zavadil. Le lendemain, une grève générale est déclenchée en signe de protestation et les habitants de la ville convergent en masse sur la Piazza Unità d'Italia pour manifester contre le gouvernement militaire allié. Des policiers tirent sur la foule depuis le Palais du gouvernement tuant quatre autres manifestants : Emilio Bassa, Leonardo (Nardino) Manzi, Saverio Montano et Francesco Paglia. La révolte éclate, la situation devient incontrôlable. Les troupes américaines, non impliquées dans les événements, interviennent rapidement, parvenant à apaiser la foule. Les autorités de la ville ripostent vigoureusement contre les auteurs du massacre. Le gouvernement militaire allié est officiellement invité à livrer les troupes anglaises et la police civile à la caserne le jour des funérailles des victimes. Le service d'ordre est assuré, pour l'essentiel, par les ouvriers du port.

## Retour à l'Italie

### Protocole d'accord de Londres et retour de Trieste à l'Italie

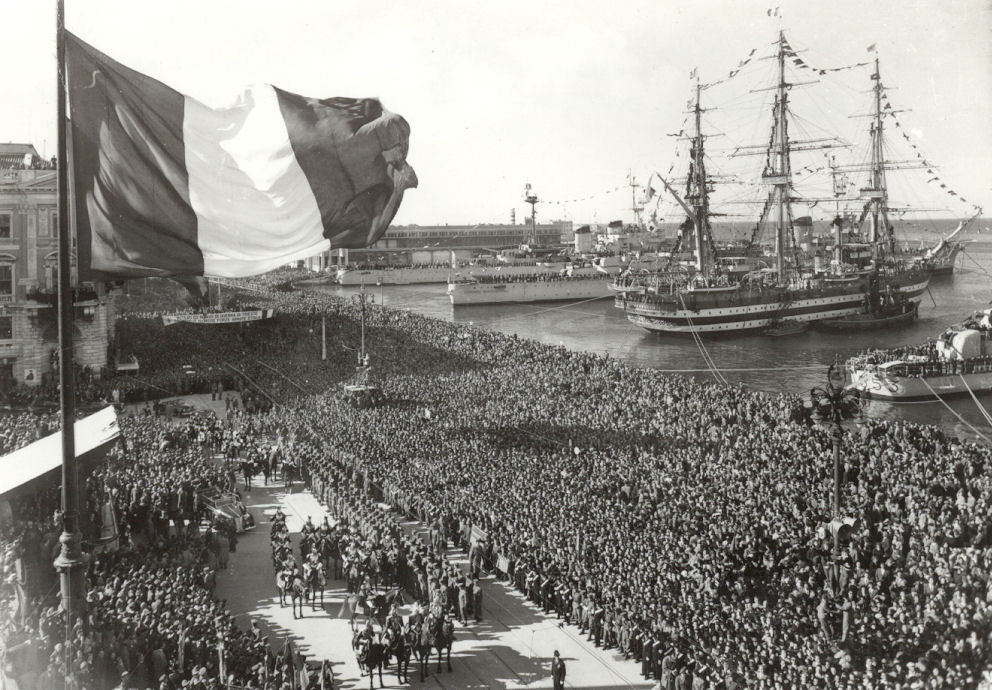
Visite du président Einaudi après le retour de Trieste à l'Italie, le 4 novembre 1954.

En décembre 1953, des réunions à haut niveau débutent pour résoudre la question de Trieste, qui a maintenant viré aux affrontements sanglants. La marge de manœuvre apparait, dans un premier temps, assez étroite. Tito fait savoir que toute solution qui modifierait le statu quo existant au détriment de la Yougoslavie ne sera pas acceptée, tandis que les Italiens sont fermes sur les conditions contenues dans la déclaration anglo-américaine du 8 octobref>. Cependant, l'attitude yougoslave s'adoucit à la suite de la promesse des Anglo-Américains de contribuer au financement au niveau de vingt millions de dollars et deux millions de livres, d'un port en zone B. La position de l'Italie, grâce à une approche plus réaliste de la question de Trieste du nouveau Premier ministre Mario Scelba et de son ministre des Affaires étrangères Attilio Piccioni, favorise aussi la conclusion d'un accord.
Le 5 octobre 1954, le problème est tranché par un protocole d'accord, signé à Londres par les représentants des États-Unis, du Royaume-Uni, de l'Italie et de la Yougoslavie (et pour cette raison connu sous le nom de protocole d'accord de Londres), par lequel le territoire libre de Trieste est divisé plus ou moins sur la base des deux zones déjà attribuées, à l'exception de quelques ajustements territoriaux : outre la zone B entière, la Yougoslavie parvient à obtenir 11 km² de la zone A soit un quart de cette zone, annexant certains villages de la commune de Muggia et atteignant ainsi les montagnes qui surplombent la périphérie sud de Trieste. En début d'après-midi du même jour, à Trieste, le général Winterton annonce l'accord par radio et une foule en liesse se déverse sur la Piazza dell'Unità d'Italia. Trois semaines plus tard, le 26 octobre 1954, les troupes italiennes entrent dans la ville. Dans le protocole d'accord de Londres, cependant, la souveraineté n'est pas précisée : l'administration civile de l'Italie est étendue aux trois quarts de la zone A et celle de la Yougoslavie sur un quart de la zone A et sur la zone B.
Ainsi, Trieste doit renoncer à une province suffisamment grande et se retrouve coincée dans une bande de terre qui réduit son potentiel économique. Il est décidé de maintenir un port franc dans la ville et d'imposer la protection des minorités ethniques résidant dans les deux zones. La controverse historique et politique est dirigée, en particulier, contre le Parti communiste italien qui, selon certains historiens, a dans le passé eu une attitude d'acquiescement envers Josip Broz Tito et Staline.

### Capitale du Frioul-Vénétie Julienne

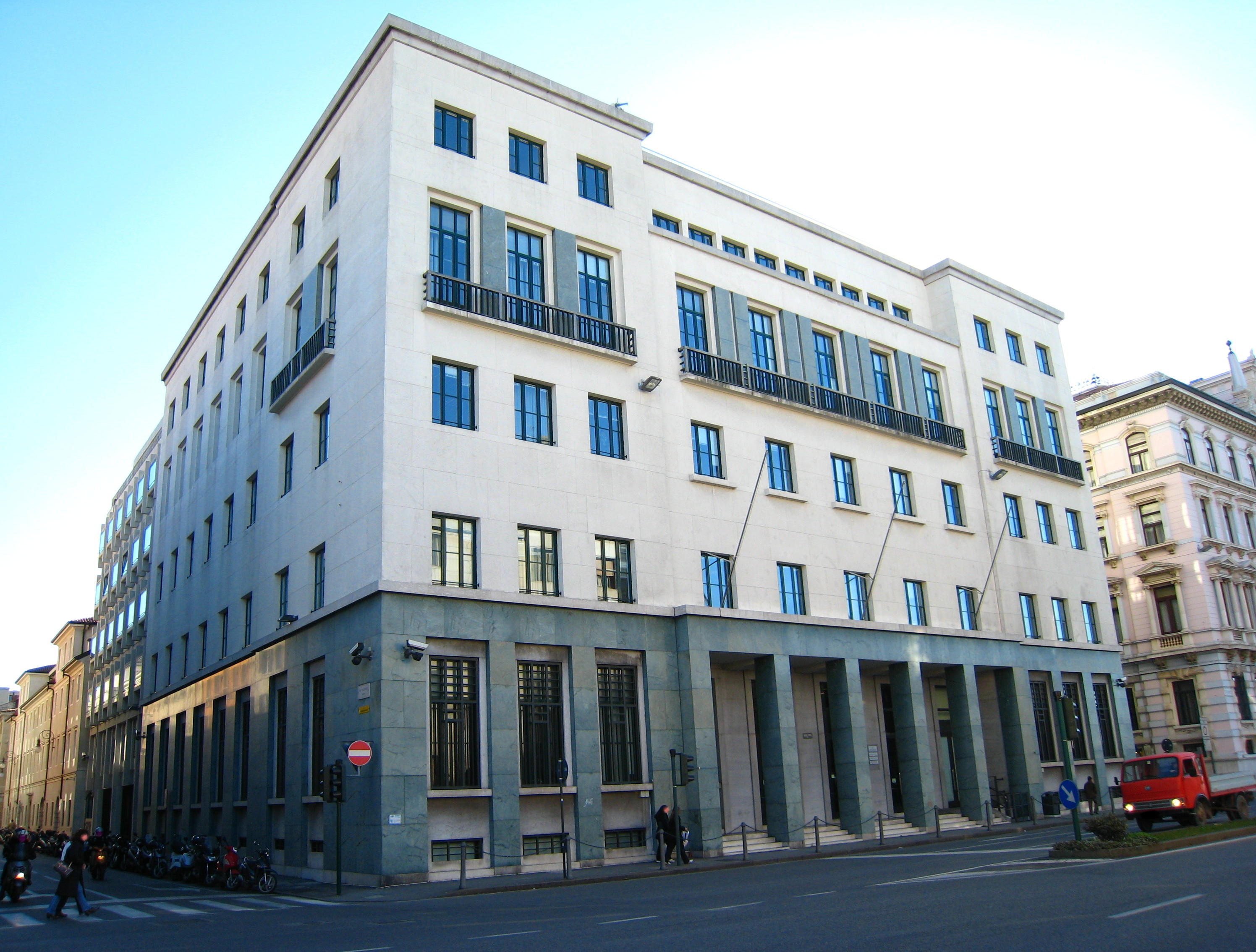
Siège d'Italcantieri à Trieste, aujourd'hui siège du département central des finances de la région autonome du Frioul-Vénétie Julienne.

Une fois de retour sous administration italienne, les gouvernements chrétiens-démocrates de l'époque prennent soin de doter la ville d'outils adéquats pour son développement économique : en 1955, un Fondo di rotazione (fonds renouvelable) est mis en place pour offrir un crédit bonifié aux entrepreneurs des provinces de Trieste et de Gorizia, et trois ans plus tard, en 1958, une loi est approuvée par le parlement national pour la construction de nouvelles infrastructures routières et pour l'agrandissement du port. En 1963, la mise en place d'une région à statut spécial (déjà prévue depuis juin 1947), le Frioul-Vénétie Julienne, et le choix de Trieste comme capitale, donnent un nouveau souffle à l'économie locale, favorisant la création de nombreux lieux de travail liés à l'administration publique. Aussi la fondation d'Italcantieri, dont le siège est établi à Trieste en 1966, et d'autres investissements par l'IRI agissent comme des filets sociaux efficaces, permettant de maintenir artificiellement un niveau d'emploi élevé.
Cependant, ces mesures législatives ne réussissent pas à enrayer le déclin de la construction navale, des activités portuaires et des industries présentes dans la zone même en plein miracle économique italien. Certains facteurs négatifs concourent à empêcher un développement acceptable de l'économie de la ville : l'excentricité de sa situation géographique, la concurrence des aéroports yougoslaves (notamment celui de Rijeka), l'exiguïté de son arrière-pays karstique, le caractère providentiel des fonds publics. À la fin des années 1960, le port de Trieste n'est le deuxième que derrière le port de Gênes en termes de marchandises chargées et déchargées, mais 80 % d'entre elles sont constituées de pétrole, dont le transport rapporte des revenus modestes par rapport à celui d'autres marchandises. Au tournant des années 1960 et 1970, le commerce lié au mouvement frontalier commence également à se développer. Il s'agit généralement de petites et moyennes entreprises qui emploient un nombre limité d'habitants de Trieste et ne peuvent donc absorber que partiellement la main-d'œuvre qui ne trouve plus de débouchés dans une industrie en crise. Dans ce climat plein d'inconnues et de frustrations, le traité d'Osimo est signé.

### Traité d'Osimo et Lista per Trieste
À partir du début des années 1970, les rencontres officielles entre les représentants du gouvernement italien (avec la participation, à une occasion, également du plus haut représentant du PCI) et du gouvernement yougoslave, s'intensifient pour affronter et résoudre à l'amiable les divers problèmes subsistant entre les deux pays, et, en premier lieu, celui relatif à la reconnaissance mutuelle des frontières en vigueur, de facto, depuis 1954. Entre février 1971 et mars 1975, des rencontres ont lieu entre le ministre des Affaires étrangères de l'époque, Aldo Moro, et son homologue Mirko Tepavac, suivies d'une visite officielle de Tito, entre le ministre des Affaires étrangères Giuseppe Medici et Tito, entre le chef de l'Etat yougoslave et le directeur général du ministère de l'Industrie Eugenio Carbone et, enfin, entre Enrico Berlinguer et Tito. La signature du traité a lieu le 10 novembre 1975 à Osimo, également sous l'impulsion des États-Unis d'Amérique. Les Américains prônent en effet une collaboration toujours plus étroite entre la Yougoslavie non alignée et l'Europe communautaire et atlantique dans une visée antisoviétique.
Le traité statue que la frontière entre les deux pays tracée depuis 1954 est officielle, réaffirme explicitement la protection des minorités ethniques respectives envisagée par le protocole d'accord de Londres, prévoit une zone industrielle à cheval sur la frontière entre la Slovénie et l'Italie, qui s'étendrait en partie dans la municipalité de Trieste elle-même, ainsi que la construction de certaines infrastructures (routes, traversées d'autoroutes, etc.)  entre la région de Gorizia et le territoire slovène voisin.
Lorsque les termes du traité sont connus, de nombreux citoyens protestent spontanément à Trieste, qui n'ont jamais été consultés ni avant ni après la signature des accords. Le renoncement officiel de l'Italie à des terres considérées historiquement et ethniquement vénitiennes fait émoi, même si, à l'époque, la majorité de la population indigène italophone qui y réside, a choisi la voie de l'exode. L'opinion publique modérée et conservatrice rejette également la création de ladite zone industrielle qui, élevée aux portes de la ville, serait peuplée (selon les habitants de Trieste) par des Yougoslaves qui rejoindraient ensuite Trieste, modifiant son caractère italien. Même certaines forces de gauche se montrent profondément critiques sur ce dernier point, évoquant l'impact négatif qu'aurait une zone de ce type sur l'environnement humain et sur l'écosystème karstique.
La protestation trouve son expression dans la Lista per Trieste, qui part de racines nationalistes et autonomistes, avec des franges écologiques. Elle est dirigée par Manlio Cecovini. La pierre angulaire de son programme politique est la création d'une zone franche intégrale qui englobe toute la province de Trieste. Entre 1978 et 1983, il obtient des succès électoraux considérables, réussissant même à dépasser, dans certains cas, les partis nationaux les plus importants et obtenant entre environ 20% et 33% des voix. En 1987, grâce également au soutien du Parti socialiste italien (PSI), il réussit à faire élire député l'avocat de Trieste Giulio Camber tandis que, dans la décennie suivante, avec une force électorale quelque peu réduite, il soutient à plusieurs reprises Forza Italia. La Lista per Trieste n'obtient pas de Rome la zone franche « élargie » tant convoitée, mais elle réussit à bloquer définitivement l'implantation de la zone industrielle à la périphérie de la ville, prévue par l'Accord économique annexé au traité d'Osimo. Inexplicablement, la Yougoslavie ne fait rien pour imposer le respect de cet accord après la ratification parlementaire du traité en 1977. Certaines des infrastructures prévues ne sont achevées que dans la région de Gorizia.

## Trieste dans l'Union européenne

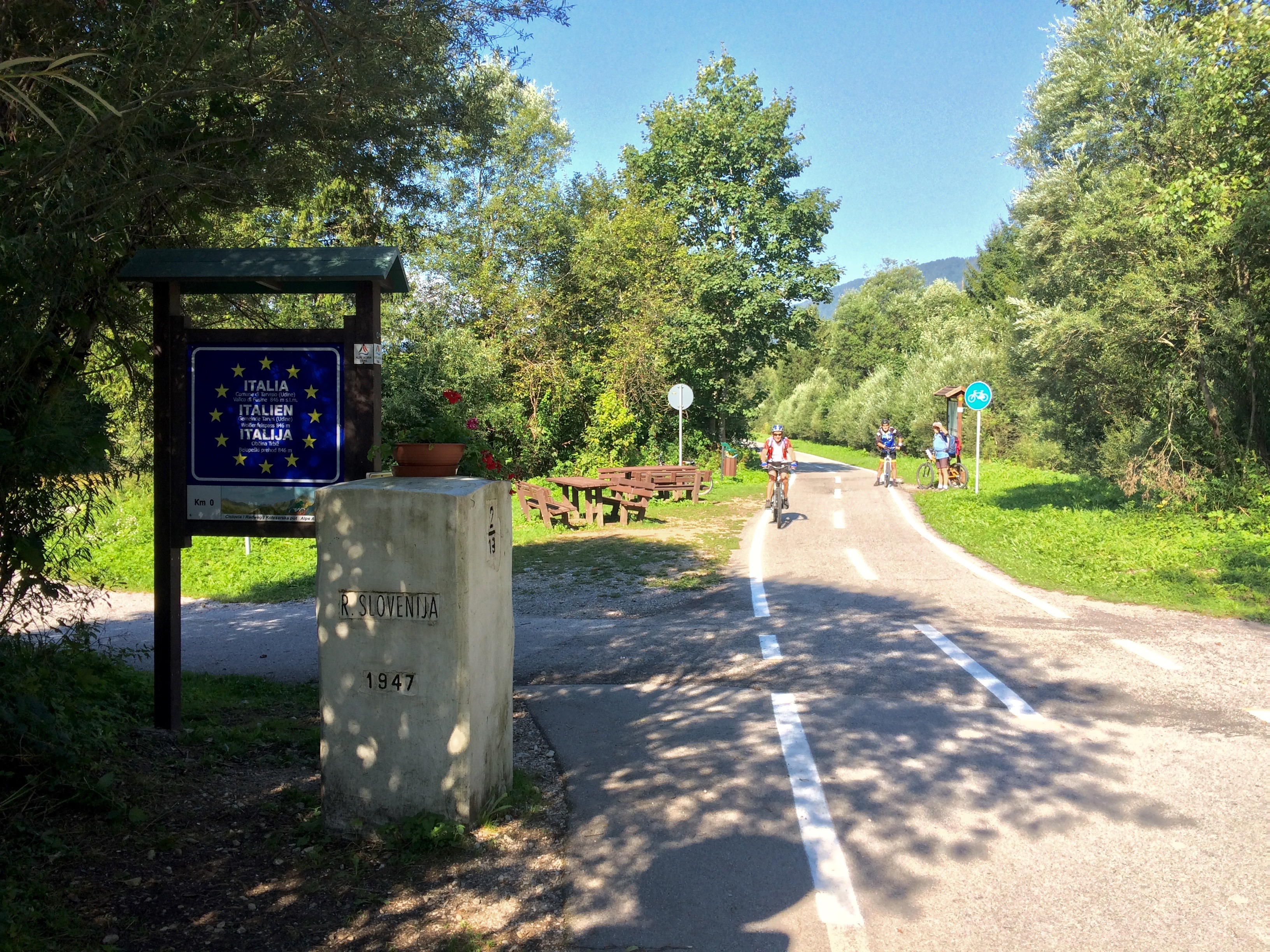
Frontière italo-slovène en 2015.

En 2004 avec l'entrée de la République de Slovénie dans l'Union européenne et plus encore avec l'entrée du pays dans l'espace Schengen en décembre 2007, Trieste sort enfin de son isolement : depuis cette date, les frontières italo-slovènes cessent d'être un obstacle au libre passage des biens et des personnes.